# スーパープレゼンテーション
『スーパープレゼンテーション』は、NHK教育テレビジョン（NHK Eテレ）で2012年4月2日から2018年3月29日まで放送されていたプレゼンテーションを題材とした語学教養番組である。

## 解説
カナダで開催される大規模カンファレンス「TED Conference」のプレゼンテーション（TED Talks）を和訳字幕付きで紹介する。プレゼンテーションの要点を現代社会と照らし合わせながら振り返ったり、講演者の補足や経緯、講演内容で印象に残る英文の紹介、プレゼンテーションの効果的な方法を解説するコーナーもある。

## 出演者
- 伊藤穣一（ナビゲーター）
- Kylee（2012年4月 - 9月、ナビゲーター）
- 井庭崇（2012年4月 - 9月、キャスター）
- 吹石一恵（2012年10月 - 2016年3月、サブナビゲーター）
- スプツニ子!（2016年4月 - 2018年3月、サブナビゲーター）

## ナレーション
- オーウェン真樹

## 放送時間
（時刻表記はJST。）
- 2017年度（2017年4月6日 - 2018年3月29日)
  - 吹き替え版 : 木曜日 23:00 - 23:25
  - 字幕版 : 翌週土曜日（金曜日未明） 1:25 - 1:50
- 2016年度 (2016年6月27日 - 2017年3月27日)
  - 吹き替え版 : 木曜日 23:00 - 23:25
  - 字幕版 : 翌週月曜日（日曜日未明） 0:45 - 1:10
- 2016年度 (2016年4月 - 6月23日)
  - 本放送 : 木曜日 23:00 - 23:25
  - 再放送 : 翌週月曜日（日曜日未明） 0:45 - 1:10
- 2015年度
  - 本放送 : 水曜日 22:25 - 22:50
  - 再放送 : 翌週月曜日（日曜日未明） 0:45 - 1:10
- 2014年度
  - 本放送 : 水曜日 22:00 - 22:25
  - 再放送 : 水曜日 06:00 - 06:25
  - 再々放送 : 翌週月曜日（日曜日未明） 0:45 - 1:10

## 吹き替えと字幕表示
プレゼンテーション部分は、より番組を楽しんでもらうことを目的に、2016年4月から日本語吹き替え・音声多重放送を行なっている。
※「連動データ放送」での字幕表示は、通常のテレビ番組の字幕とは異なり、データ放送を利用して文字を表示する。
画面上に字幕がない放送回で字幕表示ができるのは、データ放送対応テレビでの視聴や録画再生時にデータ放送を表示できる機種に限られる。
データ放送を表示・録画再生できない機種(ワンセグ視聴を含む)では、字幕を表示できない。
吹き替え版放送によって気軽に番組を楽しめるようになったが、上記の要因により、日本語字幕付き放送へ戻してほしいという要望が視聴者から寄せられた。公式サイトでは、録画視聴を行う場合は、字幕版を利用することをすすめている。
＜2016年6月27日から＞
吹き替え版：音声は日本語(主音声)と英語(副音声)、字幕なし
※「連動データ放送」で日本語と英語字幕の追加機能を提供
字幕版：音声は英語(主音声)と日本語(副音声)、日本語字幕(文字スーパー)を表示
※「連動データ放送」で日本語と英語字幕の追加機能を提供
＜2016年4月 - 6月23日＞
本放送・再放送(再々放送)：音声は日本語(主音声)と英語(副音声)、字幕なし
※「連動データ放送」で日本語と英語字幕の追加機能を提供
＜番組開始 - 2015年度＞
本放送・再放送(再々放送)：音声は英語、日本語字幕を表示

## 放送リスト
| スピーカー                                                                                                   | プレゼンテーマ | 初回放送日 (再放送日)           | 録画予約時のタイトル(備考)          |
| --- | --- | ------------------------------- | ----------------------------------- |
| ハンス・ロスリング (Hans Rosling) マット・カッツ (Matt Cutts)                                                | On global population growth 「増え続ける世界人口」 Try something new for 30 days 「30日間チャレンジ」                                                                        | 2012年4月2日                    | プレゼンの名手登場！                |
| パティ・メースとプラナフ・ミストリー (Pattie Maes and Pranav Mistry) スカイラー・ティビッツ (Skylar Tibbits) | Pattie Maes and Pranav Mistry Demo SixthSense 「"第六感"開発中」 Can we make things that make themselves? 「物がひとりでに作られる未来」                                     | 2012年4月9日                    | 驚がくの“第六感”テクノロジー        |
| デレク・シヴァーズ (Derek Sivers) チャーリー・トッド (Charlie Todd)                                          | How to start a movement 「ムーブメントの起こし方」 The shared experience of absurdity 「いっしょに笑うということ」                                                           | 2012年4月16日                   | 3分でわかる！ムーブメントの起こし方 |
| ジル・ボルティ・テイラー (Jill Bolte Taylor)                                                                 | Jill Bolte Taylor's stroke of insight 「脳卒中を語る」 | 2012年4月23日 (2012年9月24日)   | 奇跡の体験を語る                    |
| ミック・エベリング (Mick Ebeling) トム・ウージェック (Tom Wujec)                                             | The invention that unlocked a locked-in artist 「体の不自由なアーティストに自由を与える発明」 Build a tower, build a team 「しっかりした塔を建て、しっかりしたチームを築く」 | 2012年5月7日                    | こうして発明品はつくられる          |
| ジャミル・アブワルダ (Jamil Abu-Wardeh) ジェシー・アリントン (Jessi Arrington)                               | The Axis of Evil Middle East Comedy Tour 「『悪の枢軸』中東コメディーツアー」 Wearing nothing new 「古着生活」                                                               | 2012年5月14日                   | 中東のお笑い革命                    |
| デブ・ロイ (Deb Roy)                                                                                         | The birth of a word 「はじめて言えたとき」 | 2012年5月21日                   | 言葉の誕生                          |
| クレイ・シャーキー (Clay Shirky) JD・シュラム (JD Schramm)                                                   | How cognitive surplus will change the world 「"知力の余剰"が世界を変える」 Break the silence for suicide attempt survivors 「自殺未遂者をどう救うか」                        | 2012年5月28日                   | “知力の余剰”を活用せよ              |
| スーザン・ケイン (Susan Cain)                                                                                | The power of introverts 「内向的な人のパワー」 | 2012年6月4日 (2012年8月13日)    | 内向的な人、外向的な人              |
| ビル・ゲイツ (Bill Gates)                                                                                    | Bill Gates on mosquitos,malaria and education 「蚊、マラリア、教育について」                                                                                                 | 2012年6月11日 (2012年8月27日)   | ビル・ゲイツ登場                    |
| グレアム・ヒル (Graham Hill)                                                                                 | Less stuff, more happiness 「モノは少なく 幸せは大きく」 | 2012年6月18日 (2012年9月17日)   | モノは少なく、幸せは大きく          |
| ジェイン・マクゴニガル (Jane McGonigal)                                                                      | Gaming can make a better world 「ゲームが世界を救う」 | 2012年6月25日                   | ゲームが世界を救う                  |
| アダム・オストロウ (Adam Ostrow)                                                                             | After your final status update 「死後のデジタルライフ」 | 2012年7月2日                    | 死後のデジタルライフ                |
| ルーファス・グリスコムとアリサ・ヴォルクマン (Rufus Griscom + Alisa Volkman)                                 | Let's talk parenting taboos 「育児に関するタブーを破る」 | 2012年7月9日                    | 育児にまつわる本音トーク            |
| ケヴィン・アロッカ (Kevin Allocca)                                                                           | Why videos go viral 「ヒット動画はこうやって生まれる」 | 2012年7月16日                   | 口コミ人気の広め方                  |
| リチャード・ウィルキンソン (Richard Wilkinson)                                                               | How economic inequality harms societies 「格差が社会に及ぼす影響」 | 2012年7月23日                   | 格差社会を考える                    |
| エリック・ウィテカー (Eric Whitacre)                                                                         | A virtual choir 2,000 voices strong 「バーチャル合唱団2000人の声」 | 2012年9月3日                    | バーチャル合唱団2000人の声          |
| ケン・ロビンソン (Ken Robinson)                                                                              | Ken Robinson says schools kill creativity 「学校教育は何が問題か」 | 2012年9月10日                   | 学校教育は何が問題か                |
| シェリル・サンドバーグ (Sheryl Sandberg)                                                                     | Why we have too few women leader 「なぜ女性のリーダーは少ないのか」 | 2012年10月1日 (2012年12月10日)  | 女性のリーダーが少ないのはなぜ?     |
| フランク・ウォーレン (Frank Warren)                                                                          | Half a million secrets 「50万通の秘密」 | 2012年10月8日 (2012年12月17日)  | 私の秘密、教えます                  |
| マルコ・テンペスト (Marco Tempest)                                                                           | A magical tale (with augmented reality) 「すてきな魔法のお話（拡張現実バージョン）」                                                                                         | 2012年10月15日 (2012年12月3日)  | これぞ次世代マジック！              |
| エイミー・マリンズ (Aimee Mullins)                                                                           | It's not fair having 12 pairs of legs 「12組も脚があるなんてズルい！？」 | 2012年10月22日 (2012年12月24日) | スーパーモデルと12組の脚            |
| マット・リドリー (Matt Ridley)                                                                               | When ideas have sex 「アイデアが交わるとき」 | 2012年10月29日 (2013年1月7日)   | アイデアがセックスするとき          |
| バンカー・ロイ (Bunker Roy)                                                                                  | Learning from a barefoot movement 「“裸足の学校”から学べること」 | 2012年11月5日 (2013年3月25日)   | インド驚異の"裸足の学校"            |
| ニール・ハービソン (Neil Harbisson)                                                                          | I listen to color 「色が聞こえる」 | 2012年11月12日                  | 僕はサイボーグ                      |
| アル・ゴア (Al Gore)                                                                                         | Averting the climate crisis 「気候危機を回避せよ」 | 2012年11月19日                  | アル・ゴア登場!地球を救う15の方法   |
| シェリー・タークル (Sherry Turkle)                                                                           | Connected, but alone? 「つながっていても孤独？」 | 2012年11月26日                  | つながっているのに孤独?             |

| スピーカー                                                                                      | プレゼンテーマ | 初回放送日 (再放送日)         | 録画予約時のタイトル(備考)                 |
| ----------------------------------------------------------------------------------------------- | --- | ----------------------------- | ------------------------------------------ |
| イタイ・タルガム (Itay Talgam)                                                                  | Lead like the great conductors 「名指揮者から学ぶリーダーシップ」                                                                      | 2013年1月7日                  | オーケストラの指揮者に学ぶ！人を動かす能力 |
| ボー・ロットとエイミー・オトゥール (Beau Lotto + Amy O'Toole)                                   | Science is for everyone, kids included 「みんなの科学（子供も大歓迎！）」                                                              | 2013年1月14日 (2013年3月11日) | 10歳の科学者が発見したこと                 |
| ジェニファー・パルカ (Jennifer Pahlka)                                                          | Coding a better government 「より良い政府をプログラミング」                                                                            | 2013年1月21日 (2013年3月18日) | 政府を自分たちの手でよくする方法           |
| ジェームズ・キャメロン (James Cameron)                                                          | Before Avatar ... a curious boy 「『アバター』を生み出した好奇心」                                                                     | 2013年1月28日                 | 未知のフロンティアを求めて キャメロン監督  |
| ダニエル・ピンク (Daniel Pink)                                                                  | The puzzle of motivation 「やる気の謎解き」                                                                                            | 2013年2月4日                  | あなたの常識は古い!金でやる気は生まれない  |
| ヴィジェイ・クマール (Vijay Kumar)                                                              | Robots that fly ... and cooperate 「協力し合う飛行ロボット」                                                                           | 2013年2月11日                 | 仰天!空飛ぶロボット                        |
| ジャック・ホーナー (Jack Horner)                                                                | Building a dinosaur from a chicken 「ニワトリから恐竜を作る」                                                                          | 2013年2月18日                 | 恐竜博士 ニワトリから恐竜を作る            |
| トレイシー・シュヴァリエ (Tracy Chevalier)                                                      | Finding the story inside the paintin... 「絵画の中の物語」                                                                             | 2013年2月25日                 | 謎の名画"真珠の耳飾りの少女"を超読解       |
| クレイ・シャーキー (Clay Shirky)                                                                | How the Internet will (one day) transform government 「インターネットが（いつの日か）政治を変える その方法とは」                       | 2013年3月4日                  | インターネットで民主主義が変わる？         |
| ハンス・ロスリング (Hans Rosling)                                                               | The magic washing machine 「魔法の洗濯機」                                                                                             | 2013年4月1日                  | プレゼンの神 人の心をつかむ秘けつ          |
| チップ・キッド (Chip Kidd)                                                                      | Designing books is no laughing matter. OK, it is. 「本をデザインするのは笑いごとではない・・・なんてね」                               | 2013年4月8日 (2013年6月3日)   | デザイン万歳！本の装丁はどう生まれるか     |
| ウィリアム・カムクワンバ (William Kamkwamba) ミシュキン・インガワーレ (Myshkin Ingawale)        | How I harnessed the wind 「僕がどうやって風をつかまえたか」 A blood test without bleeding 「血液を採らない血液検査」                   | 2013年4月15日                 | アフリカとインド 二人の若き発明家          |
| エリザベス・ギルバート (Elizabeth Gilbert)                                                      | Your elusive creative genius 「創造力の神秘を探る」                                                                                    | 2013年4月22日 (2013年6月10日) | "天才"たちの創造法                         |
| ロブ・レガート (Rob Legato)                                                                     | The art of creating awe 「感動的な映像の作り方」                                                                                       | 2013年4月29日 (2013年6月17日) | ハリウッドの魔術師 VFXを語る               |
| ダン・バーバー (Dan Barber)                                                                     | How I fell in love with a fish 「僕は魚に恋をした」                                                                                    | 2013年5月6日 (2013年9月9日)   | 魚に恋したシェフ                           |
| スガタ・ミトラ (Sugata Mitra)                                                                   | The child-driven education 「子どもたちは自ら学ぶ」                                                                                    | 2013年5月13日                 | 子どもらは学びの天才                       |
| ミッコ・ヒッポネン (Mikko Hypponen)                                                             | Fighting viruses, defending the net 「ウイルスと戦い、ネットを守る」                                                                   | 2013年5月20日                 | コンピューターウイルスを追跡せよ           |
| メリッサ・マーシャル (Melissa Marshall) サム・マーティン (Sam Martin)                           | Talk nerdy to me 「科学のことを熱く語って！」 Claim your “manspace” 「“男の空間”を持とう」                                             | 2013年5月27日                 | 科学オタクがプレゼン上手になる方法         |
| プラナフ・ミストリー (Pranav Mistry)                                                            | The thrilling potential of SixthSense technology 「“第六感”テクノロジーの素晴らしい可能性」                                            | 2013年6月24日                 | 坂本龍一が語るTEDトーク前編                |
| アマンダ・パーマー (Amanda Palmer)                                                              | The art of asking 「上手なお願いのしかた」                                                                                             | 2013年7月1日                  | 坂本龍一が語るTEDトーク後編                |
| ジェニファー・グランホルム (Jennifer Granholm)                                                  | A clean energy proposal --race to the top! 「クリーンエネルギー大作戦 〜トップを目指せ！」                                             | 2013年7月8日                  | クリーンエネルギー大作戦                   |
| ボノ (Bono）                                                                                    | The good news on poverty (Yes, there's good news) 「貧困問題の良いニュース（そう 良いニュースもあるのさ)」                             | 2013年7月15日 (2013年9月2日)  | U2ボノ登場！僕らには夢がある"              |
| シェーン・コイザン (Shane Koyczan)                                                              | “To This Day” ... for the bullied and beautiful 「「今でも」〜いじめに悩む美しい君たちへ」                                             | 2013年7月22日 (2013年9月16日) | いじめに悩む君へ                           |
| パトリシア・クール (Patricia Kuhl) スティーブン・アディス (Steven Addis)                        | The linguistic genius of babies 「赤ちゃんは語学の天才」 A father-daughter bond, one photo at a time 「写真1枚ごとに強まる父と娘の絆」 | 2013年7月29日                 | 必見！赤ちゃんの脳は外国語をどう学ぶ？     |
| ローレンス・レッシグ （Lawrence Lessig）                                                        | We the People, and the Republic we must reclaim 「我ら人民は共和国を取り戻さなければならない」                                         | 2013年8月5日                  | ハーバード大学教授が語る 政治とカネ        |
| マーガレット・ワートハイム (Margaret Wertheim)                                                  | The beautiful math of coral 「サンゴから学ぶ美しい数学」                                                                               | 2013年8月12日                 | サンゴから学ぶ美しい数学                   |
| エイブラハム・バルギーズ (Abraham Verghese)                                                     | A doctor's touch 「医師の手が持つ力」                                                                                                  | 2013年8月19日                 | 医師の手の持つ力                           |
| ミッチェル・レズニック (Mitchel Resnick)                                                        | Let's teach kids to code 「子どもにプログラミングを教えよう」                                                                          | 2013年9月23日                 | 子どもにプログラミングを教えよう           |
| コリン・パウエル (Colin Powell)                                                                 | Kids need structure 「子どもには規律が必要なのです」                                                                                   | 2013年9月30日                 | コリン・パウエル 私が人生で学んだルール    |
| フィル・ハンセン (Phil Hansen) シーグフリート・ウォルトヘック (Siegfried Woldhek)               | Embrace the shake 「震えを受け入れる」 Siegfried Woldhed shows how he found the true face of Leonardo 「レオナルドの本当の顔を探して」 | 2013年10月7日                 | アートの世界へようこそ                     |
| ジャック・アンドレイカ (Jack Andraka)                                                           | A Promising Test for pancreatic cancer ... from a teenager 「将来性のあるすい臓がん検査方法をティーンが開発」                          | 2013年10月14日                | 15歳の科学プロジェクト                     |
| メグ・ジェイ (Meg Jay)                                                                          | Why 30 is not the new 20 「"30代は20代みたいなもの"じゃありません」                                                                    | 2013年10月21日                | 20代にしておくべきこと                     |
| ダニエル・スアレース (Daniel Suarez)                                                            | The kill decision shouldn't belong to a robot 「殺しの判断をロボットにさせてはいけない」                                               | 2013年10月28日                | SF作家が描く 無人機の未来                  |
| ベンジャミン・ザンダー (Benjamin Zander)                                                        | The transformative power of classical music 「クラシック音楽には人を変える力がある」                                                   | 2013年11月4日                 | クラシック音楽は好きですか？               |
| ギャヴィン・プレイター＝ピニー (Gavin Pretor-Pinney) ニロファー・マーチャント(Nilofer Merchant) | Cloudy with a chance of joy 「曇り時々喜び」 Got a meeting? Take a walk「会議は歩きながら」                                            | 2013年11月11日                | 雲を眺めよう 外を歩こう                    |
| ケビン・スレイビン (Kevin Slavin)                                                               | How algorithms shape our world 「アルゴリズムがどう世界を形作るか」                                                                    | 2013年11月18日                | アルゴリズムが世界を変える                 |
| カケンヤ・ンタイヤ (Kakenya Ntaiya)                                                             | A girl who demanded school 「学校に行きたいと言った少女」                                                                              | 2013年11月25日                | 夢を叶えたマサイの少女                     |
| スチュアート・ブランド (Stewart Brand)                                                          | The dawn of de-extinction. Are you ready? 「絶滅種の再生を望みますか？」                                                               | 2013年12月2日                 | 絶滅種の再生を望みますか？                 |
| ヤセック・ウトコ (Jacek Utko)                                                                   | Can design save newspapers? 「デザインは新聞を救えるのか」                                                                             | 2013年12月9日                 | デザイン重視で何が悪い！                   |
| ケイト・ハートマン (Kate Hartman)                                                               | The art of wearable communication 「これが装着型コミュニケーションです」                                                               | 2013年12月9日                 |                                            |

| スピーカー                                                                  | プレゼンテーマ | 初回放送日 (再放送日)           | 録画予約時のタイトル(備考)                             |
| --------------------------------------------------------------------------- | --- | ------------------------------- | ------------------------------------------------------ |
| ピコ・アイヤー (Pico Iyer)                                                  | Where is home? 「“ホーム”はどこにある？」                                                                                                  | 2014年1月6日                    | 旅する作家がホームと呼ぶ場所                           |
| フランス・ドゥ・ヴァール (Frans de Waal)                                    | Moral behavior in animals 「動物に見られる道徳的な行動」                                                                                   | 2014年1月13日 (2014年3月17日)   | 動物にモラルはある？ない？                             |
| エイミー・ウェブ (en:Amy Webb)                                              | How I hacked online dating 「私がどうやってネット婚活で成功したか」                                                                        | 2014年1月20日 (2014年3月24日)   | ネット婚活で成功する方法                               |
| マイケル・サンデル (Michael Sandel)                                         | Why we shouldn't trust markets with our civic life 「市民生活が市場主義に支配されてはいけない」                                            | 2014年1月27日                   | サンデル教授のスーパープレゼンテーション               |
| サラ・パーキャック (Sarah Parcak)                                           | Archeology from space 「宇宙からの考古学」                                                                                                 | 2014年2月3日                    | 宇宙からの考古学と謎の追跡者                           |
| ゲイリー・コバックス (Gary Kovacs)                                          | Tracking our online trackers 「オンライン追跡者を“逆に”追跡」                                                                              | 2014年2月3日                    |                                                        |
| サラ・ケイ (Sarah Kay)                                                      | If I should have a daughter ... 「もし私に娘がいたら…」                                                                                    | 2014年2月10日                   | 22歳の心の叫び 詩人サラ・ケイ                          |
| アルネスト・シローリ (Ernesto Sirolli)                                      | Want to help someone? Shut up and listen! 「人を助けたい？ なら 黙って話を聞け！」                                                         | 2014年2月17日                   | 黙って人の話を聞け！                                   |
| フィオレンツォ・オメネット (Fiorenzo Omenetto)                              | Silk, the ancient material of the future 「絹 〜大昔からある素材、それは未来の素材」                                                       | 2014年2月24日                   | シルクが紡ぐ 未来のバイオ素材                          |
| エリザベス・ロフタス (Elizabeth Loftus)                                     | The fiction of memory 「記憶のフィクション性」                                                                                             | 2014年3月3日                    | 偽りの記憶はどうつくられるのか                         |
| アダム・スペンサー (Adam Spencer)                                           | Why I fell in love with monster prime numbers 「巨大素数に恋した理由」                                                                     | 2014年3月10日                   | コメディアンの恋する素数                               |
| ボンド・バーディー (Boyd Varty)                                             | What I learned from Nelson Mandela 「僕がネルソン・マンデラから学んだこと」                                                                | 2014年4月2日                    | ネルソン・マンデラの教え                               |
| ケリー・マクゴニガル (Kelly McGonigal)                                      | How to make stress your friend 「ストレスと上手につきあう方法」                                                                            | 2014年4月9日 (2014年6月11日)    | ストレスと上手に付き合う方法                           |
| デビッド・クリスチャン (David Christian)                                    | The history of our world in 18 minutes 「18分でたどるビッグヒストリー」                                                                    | 2014年4月16日 (2014年6月18日)   | 18分でわかる！宇宙の歴史                               |
| ジェイミー・オリバー (Jamie Oliver)                                         | Teach every child about food 「食べ物のことを子どもに教えよう」                                                                            | 2014年4月23日 (2014年6月25日)   | 肥満を防げ！ジェイミーの食育のススメ                   |
| アポロ・ロビンス (Apollo Robbins) アレクサ・ミード (Alexa Meade)            | Archeology from space 「注意をそらすテクニック」 Your body is my canvas 「あなたの体は私のキャンバス」                                     | 2014年4月30日                   | 人を欺く 華麗なるマジック                              |
| ダイアナ・ナイアド (Diana Nyad)                                             | Never, ever give up 「絶対、絶対、諦めないで」                                                                                             | 2014年5月7日                    | 絶対にあきらめない！不屈の64歳スイマー                 |
| 坂茂 (Shigeru Ban)                                                          | Emergency shelters made from paper 「紙で作る仮設シェルター」                                                                              | 2014年5月14日                   | 建築特集(1)坂茂 紙でつくる仮設シェルター               |
| ジュリアン・トレジャー (Julian Treasure) ライアン・ホラデイ (Ryan Holladay) | Why architects need to use their ears 建築家は耳を使いなさい To hear this music you have to be there. Literally その場所でしか聴けない音楽 | 2014年5月21日                   | 建築特集(2)耳に心地良い空間をデザインしよう            |
| イーサン・ザッカーマン (Ethan Zuckerman)                                    | 「世界の声に耳を傾けて」 Listening to global voices                                                                                        | 2014年5月28日                   | グローバル化の未来予測                                 |
| ケン・ロビンソン (Ken Robinson)                                             | 「教育革命を起こそう！」 Bring on the learning revolution!                                                                                 | 2014年6月4日                    | 教育に革命を！才能を掘り起こせ                         |
| ダンビサ・モヨ (Dambisa Moyo)                                               | 「中国は今や新興経済国の憧れの的なのか」 Is China the new idol for emerging economies?                                                     | 2014年7月2日                    | アフリカ気鋭のエコノミスト 新興国の本音を語る          |
| ヒュー・ハー (Hugh Herr)                                                    | 「最新のバイオニック義足で走り、登り、踊る」 The new bionics that let us run, climb and dance                                              | 2014年7月9日                    | バイオニック義足で走る！登る！踊る！                   |
| ヘテイン・パテル、ユーユー・ラオ (Hetain Patel + Yuyu Lau)                  | 「私は何者か？もう一度考えてみて」 Who am I? Think again                                                                                   | 2014年7月16日                   | アーティスト特集 私は何者か？                          |
| デール・ダハティ (Dale Dougherty)                                           | 「我ら メイカーズ」 We are makers | 2014年7月23日                   | メイカーの時代へ 変わる“ものづくり”                    |
| ビバリー・ジュベール、デレック・ジュベール (Beverly +Dereck Joubert)        | 「大型ネコ科動物から学んだ大切なこと」 Life lessons from big cats                                                                          | 2014年7月30日 (2015年1月5日)    |                                                        |
| ジョナサン・ジットレイン (Jonathan Zittrain)                                | 「ネットは親切な行為で成り立っている」 The Web as random acts of kindness                                                                  | 2014年8月6日                    |                                                        |
| ポール・ピフ (Paul Piff)                                                    | 「お金は人をイヤなやつにする？」 Does money make you mean?                                                                                 | 2014年9月3日                    |                                                        |
| キャメロン・ラッセル (Cameron Russell)                                      | 「容姿がすべてじゃない 信じて 私はモデルなの」 Looks aren't everything.Believe me, I'm a model.                                            | 2014年9月10日 (2014年12月10日)  |                                                        |
| クリス・ハドフィールド (Chris Hadfield)                                     | 「宇宙空間で目が見えなくなって学んだこと」 What I learned from going blind in space                                                        | 2014年9月17日                   |                                                        |
| ミナ・ビッセル (Mina Bissell)                                               | 「がんの新しい理解につながる実験」 Experiments that point to a new understanding of cancer                                                 | 2014年9月24日                   |                                                        |
| ニコラス・ネグロポンテ (Nicholas Negroponte)                                | 「30年間の未来予測を語る」 A 30-year history of the future                                                                                 | 2014年10月1日                   |                                                        |
| ジェイ・シルバー (Jay Silver)                                               | 「バナナをハックして キーボードを作ろう！」 Hack a banana, make a keyboard!                                                                | 2014年10月8日                   |                                                        |
| ニック・マークス (Nic Marks)                                                | 「地球幸福度指数」 The Happy Planet Index                                                                                                  | 2014年10月15日                  |                                                        |
| スティング (STING)                                                          | 「こうして私はまた曲を書き始めた」 How I started writing songs again                                                                       | 2014年10月22日 (2014年12月17日) | わが故郷よ スティングが歌う人生のルーツ(放送100回記念) |
| スティーブン・ジョンソン (Steven Johnson)                                   | 「良いアイデアはどこから来るのか」 Where good ideas come from                                                                              | 2014年10月29日                  |                                                        |
| エド・ヨン Ed Yong                                                          | 「自殺するコオロギ ゾンビ化するゴキブリ…寄生虫にまつわる物語」 Suicidal crickets, zombie roaches and other parasite tales                  | 2014年11月5日 (2014年12月24日)  |                                                        |
| エリン・マッキーン Erin McKean                                              | 「辞書編纂（へんさん）を楽しむ」 The joy of lexicography                                                                                   | 2014年11月12日                  |                                                        |
| ジョン・ハンター John Hunter                                                | 「『世界平和ゲーム』に学ぶ」 Teaching with the World Peace Game                                                                            | 2014年11月19日                  |                                                        |
| オリバー・サックス Oliver Sacks                                             | 「幻覚が明かす 人間の脳」 What hallucination reveals about our minds                                                                       | 2014年11月26日 (2015年9月30日)  |                                                        |
| ニール・パスリチャ Neil Pasricha                                            | 「サイコーな人生を送るための 3つの秘けつ」 The 3 A's of awesome                                                                            | 2014年12月3日                   |                                                        |

| スピーカー                                                    | プレゼンテーマ | 初回放送日 (再放送日)         | 録画予約時のタイトル(備考)           |  |
| ------------------------------------------------------------- | --- | ----------------------------- | ------------------------------------ |  |
| スティーブン・ピンカー Steven Pinker                          | 実は暴力は減ってきている The surprising decline in violence                                                        | 2015年1月7日                  | 暴力と平和の歴史                     |  |
| ジアウディン・ユスフザイ Ziauddin Yousafzai                   | 私の娘 マララ My daughter, Malala                                                                                  | 2015年1月14日 (2015年3月18日) | わが娘マララへ 父と娘の物語          |  |
| パメラ・メイヤー Pamela Meyer                                 | ウソの見抜き方 How to spot a liar                                                                                  | 2015年1月21日                 | ウソつきを見抜く方法                 |  |
| セバスチャン・サルガド Sebastiao Salgado                      | 写真という静かなドラマ The silent drama of photography                                                             | 2015年1月28日                 | 巨匠サルガドが撮る 沈黙のドラマ      |  |
| ロバート・ラング Robert Lang                                  | 折り紙の数学と魔法 The math and magic of origami                                                                   | 2015年2月4日                  | 進化するｏｒｉｇａｍｉ               |  |
| エステル・ペレル Esther Perel                                 | パートナーとアツい関係を続けるには？ The secret to desire in a long-term relationship                              | 2015年2月11日                 | 人はなぜ浮気をするの？               |  |
| ミーガン・ワシントン en:Megan Washington                      | 人前で話すのが怖い理由 Why I live in mortal dread of public speaking                                               | 2015年2月18日                 |                                      |  |
| 伊藤穰一 Joi Ito                                              | 革新的なことをしたいなら“今”を生きよう Want to innovate? Become a "now-ist"                                        | 2015年2月25日                 |                                      |  |
| デビッド・エプスティーン David Epstein                        | アスリートはより速く、上手く、強くなっているか？ Are athletes really getting faster, better, stronger?             | 2015年3月4日                  | スポーツ選手はどこまで進化するのか？ |  |
| マック・バーネット Mac Barnett                                | なぜ良い本は“秘密の扉”なのか Why a good book is a secret door                                                      | 2015年3月11日                 | 絵本作家が贈る 最高の物語            |  |
| アンドリュー・マカフィー Andrew McAfee                        | 未来の仕事はどうなる？ Are droids taking our jobs?                                                                 | 2015年4月1日                  |                                      |  |
| エイミー・カディ Amy Cuddy                                    | ボディーランゲージが人を作る Your body language shapes who you are                                                 | 2015年4月8日                  |                                      |  |
| ザック・イブラヒム Zak Ebrahim                                | 「私はテロリストの息子 こうして平和を選んだ」 I am the son of a terrorist. Here's how I chose peace                | 2015年4月15日                 | テロリストの息子に生まれて           |  |
| アジーズ・アブ・サーラ Aziz Abu Sarah                         | 観光で寛容さを身につけよう For more tolerance, we need more ... tourism?                                           | 2015年4月15日                 |                                      |  |
| ハース＆ハーン Haas & Hahn                                    | 色を塗ることで 街を変えられるんだ How painting can transform communities                                           | 2015年4月22日                 |                                      |  |
| 伊藤穰一                                                      | 伊藤穰一が選ぶプレゼンの技 ベスト3                                                                                 | 2015年4月29日                 |                                      |  |
| マイケル・ティルソン・トーマス Michael Tilson Thomas          | 時を超える音楽と感情 Music and emotion through time                                                                | 2015年5月13日                 |                                      |  |
| マーク・ロンソン Mark Ronson                                  | サンプリングが 音楽を変えた How sampling transformed music                                                         | 2015年5月20日                 |                                      |  |
| モニカ・ルインスキー Monica Lewinsky                          | 恥辱の代償 The price of shame                                                                                      | 2015年5月27日                 |                                      |  |
| ロビン・チェイス Robin Chase                                  | すみません、あなたの車を貸してもらえますか？ Excuse me, may I rent your car?                                       | 2015年6月3日                  |                                      |  |
| トーマス・ヘルム Thomas Hellum                                | 世界一退屈なテレビ番組に、病みつきになるワケ The world's most boring television and why it's hilariously addictive | 2015年6月10日                 |                                      |  |
| テンプル・グランディン Temple Grandin                         | 世の中には いろんなタイプの脳が必要だ The world needs all kinds of minds                                           | 2015年6月17日                 |                                      |  |
| ロヒール・ファン・デル・ハイデ Rogier van der Heide           | なぜ光には闇が必要か Why light needs darkness                                                                      | 2015年7月8日                  |                                      |  |
| アリソン・ゴプニック Alison Gopnik                            | 赤ちゃんは何を考えているの？ What do babies think?                                                                 | 2015年7月15日                 |                                      |  |
| イ・ジンハ Jinha Lee                                          | コンピューターの中に手を入れてピクセルをつかもう Reach into the computer and grab a pixel                          | 2015年7月22日                 |                                      |  |
| ジョセフ・デシモーン Joseph DeSimone                          | もし3Dプリンターが100倍速かったら What if 3D printer was 100x faster?                                              | 2015年7月22日                 |                                      |  |
| バーニー・クラウス Bernie Krause                              | 自然界の声 The voice of the natural world                                                                          | 2015年7月29日                 |                                      |  |
| メロディ・ホブソン Mellody Hobson                             | 「色を気にしないか 色と向き合うか」 Color blind or color brave?                                                    | 2015年9月2日                  |                                      |  |
| マーク・クシュナー Marc Kushner                               | 未来の建物をつくるのは… あなたです Why the buildings of the future will be shaped by ... You                       | 2015年9月9日                  |                                      |  |
| ビル・ゲイツ Bill Gates                                       | 次のアウトブレーク？まだ準備ができていない The next outbreak? We're not ready                                      | 2015年9月16日                 |                                      |  |
| ルドウィック・マリシャーネ Ludwick Marishane                  | 水のいらない風呂 A bath without water                                                                              | 2015年9月16日                 |                                      |  |
| ラファエロ・ダンドレア Raffaello D'Andrea                     | クアッドコプターの驚異的な運動能力 The astounding athletic power of quadcopters                                    | 2015年9月23日 (2015年12月9日) |                                      |  |
| カイラシュ・サティヤルティ Kailash Satyarthi                  | 平和を実現するには？ 怒ってください How to make peace? Get angry                                                   | 2015年10月7日                 |                                      |  |
| エレン・マッカーサー Ellen MacArthur                          | 単独世界一周航海から学んだ意外なこと The surprising thing I learned sailing solo around the world                  | 2015年10月14日                |                                      |  |
| ランドール・マンロー Randall Munroe                           | “もしも？”を問うマンガ Comics that ask “what if?”                                                                  | 2015年10月21日                |                                      |  |
| アーサー・ベンジャミン Arthur Benjamin                        | フィボナッチ数列の魔法 The magic of Fibonacci numbers                                                              | 2015年10月21日                |                                      |  |
| フェイフェイ・リー Fei-Fei Li                                 | どうやってコンピューターに写真を理解させるか How we're teaching computers to understand pictures                   | 2015年10月28日                |                                      |  |
| ミック・コーネット en:Mick Cornett                            | 肥満の町がどうやって100万ポンド減量したか How an obese town lost a million pounds                                  | 2015年11月4日                 |                                      |  |
| ローマン・マーズ en:Roman Mars                                | 市の旗が猛烈にダサくても見向きもされないワケ Why city flags may be the worst-designed thing you've never noticed   | 2015年11月11日                |                                      |  |
| クリス・アームソン Chris Urmson                               | 自動運転車は道をどう把握するのか How a driverless car sees the road                                                | 2015年11月18日                |                                      |  |
| バーバラ・ナターソン＝ホロウィッツ Barbara Natterson-Horowitz | 動物の医者が知っていて人間の医者が知らないこと What veterinarians know that physicians don't                       | 2015年11月25日                |                                      |  |
| リカルド・セムラー en:Ricardo Semler                          | （ほぼ）ルールのない会社経営 How to run a company with (almost) no rules                                           | 2015年12月2日                 |                                      |  |

### 2016年度
| 本放送                | 再放送            | 番組タイトル                                           | TED（NHK版）プレゼンテーション                                         | TED（NHK版）プレゼンテーション                                 | TED（NHK版）プレゼンテーション | TED（NHK版）プレゼンテーション | TED（NHK版）プレゼンテーション             | TED（NHK版）プレゼンテーション | Superview |
| 本放送                | 再放送            | 番組タイトル                                           | 原題                                                                   | 邦題                                                           | スピーカー                     | プロフィール | 吹き替え                                   | メッセージ | Superview |
| --------------------- | ----------------- | ------------------------------------------------------ | ---------------------------------------------------------------------- | -------------------------------------------------------------- | ------------------------------ | --- | ------------------------------------------ | --- | --- |
| 04月07日              | 04月11日          | 創造力を生み出す秘策とは？                             | How to build your creative confidence                                  | 創造力に自信を持つ方法                                         | デビッド・ケリー               | デザインコンサルティング会社IDEO創業者 1951年、アメリカ・オハイオ州生まれ。世界的デザインコンサルティング会社IDEOの創業者。スタンフォード大学教授。1973年カーネギーメロン大学卒。ボーイング社などで勤務の後、スタンフォード大学で修士号を取得。デザイナーとして、アップル社の初代マウスなどのヒット商品を生み出す。Chrysler Design Award, Sir Misha Black Medal, Edison Awardなど数々の賞を受賞。著書に「クリエイティブ・マインドセット（原題Creative Confidence）」（弟トム・ケリーとの共著）。            | 小室正幸                                   | You as thought leaders - it would be really great if you didn’t let people divide the world into the creatives and the non-creatives, like it’s some God-given thing, and to have people realize that they’re naturally creative. 創造力のある人・ない人、といった区別をやめましょう。そんな区別のない世界にしましょう。実は皆、もともと創造力があるんだから。                            | vol.128 Joi: メディアラボ助教のSputniko!は、研究者であり教員ですから、学生の指導もしています。学生たちのクリエイティブ・コンフィデンス（＝自らの想像力に対する自信）を育てる役割があります。そのことについて、どう考えていますか？ Sputniko!: 「先生がサプライズを歓迎する文化」を大切にしています。学校の先生はサプライズを嫌う傾向があると思います。そうではなくて、「正解ではないけれど、面白い、驚かせてくれた子を褒めてあげる」ことが、学生のクリエイティブ・コンフィデンスにつながると考えています。「その答え、予想していなかったな！」と評価してあげることが、クリエイティビティにつながるのではないかと。 Joi: 日本語の場合、「お利口さん」、「ちゃんとした子」、「きっちりしてる子」といった、あまりはみ出ていない人たちを評価する褒め言葉が多いです。その一方で、人をびっくりさせる子には、「変わり者」、「宇宙人」、「オタク」といった言葉を、ネガティブな意味合いで使う傾向があります。日本も、サプライズを歓迎する文化が一般的になるべきでしょう。すでに企業は、そういう文化を必要としていると思います。 Sputniko!: そうですね。サプライズなしにイノベーションは生まれないですから、大事にしてほしいと思います。 Joi: これから先、きっちりした子の役割は、ロボットや人工知能が担っていきますからね。だから変わったことをやるのが人間にとっての…… Sputniko!: 最後のとりでですね。 |
| 04月14日              | 04月18日          | 知られざる“笑い”の力                                   | Why we laugh                                                           | どうして人は笑うのか                                           | ソフィー・スコット             | 神経科学者 イギリス・ブラックバーン生まれの神経科学者。ユニバーシティー・カレッジ・ロンドン認知神経科学研究所副所長。大学では初め生物学を専攻していたが、動物行動学の授業を受けたことをきっかけに心理学に転向。1994年、発話におけるリズムの研究で、ユニバーシティー・カレッジ・ロンドンから認知科学の博士号を授与される。その後は、声が感情をどのように表現するかについて研究を進める。2010年からは、英米版一人漫才とも言えるスタンドアップコメディーにも挑戦している。SPEAKER'S PAGE ※NHK サイトを離れます | 佐藤しのぶ                                 | We can laugh together, we’re going to get through this, we’re going to be okay. And, in fact, all of us are doing this all the time. 一緒に笑うことができれば、何とかなる。実際、皆、そのように笑いを使っています。すごく頻繁にね。 | vol.129 笑いについての研究の重要性 Sputniko!: 今回のプレゼンテーションを見て、笑いでストレスが軽減されるとか、夫婦げんかが少なくなるとか、たくさん科学的なデータが出ていることにびっくりしました。 Joi: すごく面白いプレゼンテーションでしたね。感覚的にはわかっていたけれど、今回のように医学的な説明を聞いたのは初めてで、頭の中が整理されました。僕らのMITメディアラボでも笑いに関する研究をしていて、「難しい情報を人に伝えるインターフェースとしての笑い」について、とくに研究が進んでいます。 Sputniko!: インターフェースというのは、たとえば難しい情報の「入口」的な意味で笑いが機能するということですか？ Joi: そうです。それと学び。「ユーモアがあると学びがおきやすくなる」というようなことも、脳の研究でわかってきています。 Sputniko!: アメリカでは政治を笑いのネタにする人たちがたくさんいます。ふつうに会話すると「まじめすぎ」たり「デリケート」なことを、笑いに変えることで、話しやすくするというか、やはりストレスが軽減されるのかもしれないですね。 Joi: そういう意味で、やはり笑いに関する研究は進めていくべきだと思います。その一方で、僕らの研究所の文化、生活の中で、笑いを増やしていくことも大切です。お互いのコミュニケーションのストレスを下げるだけでなく、もっと楽しくするためにも、笑いは重要だと思います。 |
| 04月21日              | 04月25日          | 消えた蜂の謎                                           | Why bees are disappearing                                              | ミツバチは なぜ消えつつあるのか                                | マーラ・スピバク               | 昆虫学者 ミネソタ大学昆虫学部教授。1955年生まれ。18歳の時、養蜂に関する本を読んだことがきっかけでハチに興味を持つ。1978年、カリフォルニア州立大学ハンボルト校生物学部卒。1989年、カンザス大学で昆虫学の博士号取得。1993年からミネソタ大学で研究を続けている。2010年、ミツバチ研究により、「天才賞」ともいわれるマッカーサーフェローに選ばれる。SPEAKER'S PAGE | 宮寺智子                                   | This small bee is holding up a large mirror. How much is it going to take to contaminate humans? 小さなハチは、私たちの未来を映し出す鏡です。いずれ私たち人間も同じように汚染されるでしょう。 | vol.130 ハチ研究のトレンドがハチを救う可能性 Joi: MITメディアラボには、ハチの研究をしている人たちがたくさんいます。建築分野の人たちは、ハチの巣の形や素材について研究しています。ネットワークとかソーシャルネットワークについて研究している人たちは、「ハチがどうやってグループとしてコミュニケーションするか」に興味を持っています。 Sputniko!: 皆さん広い視野から見ていますよね。ハチを、ある種の“昆虫工場”みたいな「素材をつくり出す工場」として捉える人たちもいたり。日本でも、ハチの巣の中にある繭を使って、オーディオ部品に使う素材を開発したりとか。生き物を「生産システム」とか「素材をつくる工場」として捉えることが、新しいトレンドになっているように思います。 Joi: 本当に大きなトレンドですね。そういうトレンドがあると、お金儲けができるから、研究に対して大きな投資ができるし、その結果として「いなくなりつつあるハチをどうやって復活させるか」というアイデアが生まれたら、ダブルでポジティブだと思います。 |
| 04月28日              | 05月02日          | どのように私は“生き返った”か                           | How my mind came back to life - and no one knew                        | 僕は目覚めたのに 誰も気付かなかった                            | マーティン・ピストリウス       | 1975年、南アフリカ・ヨハネスブルク生まれ。12歳の時、原因不明の病により体の運動機能を徐々に失い、こん睡状態に陥る。16歳で意識が戻り始めるものの、目のわずかな動き以外は体をまったく動かせず、周囲に伝えられない日々が続く。発病から10年後、介護施設のセラピストにより、意識が戻っていることをようやく見いだされる。2008年に妹の紹介で知り合った女性と結婚、現在はイギリスで暮らす。著書に、半生をつづった自伝「ゴースト・ボーイ」（ミーガン・ロイド・デイヴィスとの共著）がある。                            | てらそままさき                             | I discovered that true communication is about more than merely physically conveying a message. It is about getting the message heard and respected. 単にメッセージを発するだけでは、真のコミュニケーションにはならない。肝心なのは、耳を傾けてもらい、尊重してもらうことだ。 | vol.131 技術とともに進化する倫理 Sputniko!: 障害があっても問題なくコミュニケーションできるようになるとか、社会参加を可能にする、新しいテクノロジーが生まれているのですね。 Joi: 障害をなくす技術はずいぶん進んでいて、まだやらなければいけないことはたくさんありますが、たとえば陸上競技では、義足でない人より、義足の選手のほうが速かったり、強かったりします。で、その延長線には、アニメに描かれたようなサイボーグの世界があったりするわけですが……。 Sputniko!: 人間がいま持っている能力以上のことをできるようになる未来が来たら、どこでストップをかけるのか？ストップしないでそのまま突き進むのか？というのは、結構大事な問いですよね。 Joi: 歴史を振り返ると、新しい技術は、たとえば体外受精も三十数年前は、ナチュラルでないからよくないといわれましたが、いまはたくさんの国で一般的な不妊治療になっています。脳や体の機能を拡張する技術については、みんな最初は違和感を感じるけれど、たぶんどんどん社会に取り込まれていくでしょう。僕の感覚では、倫理というものは、技術とともに進化すべきだと思います。その新しい倫理には、さまざまな議論があるだろうし、その一方で、使ってみて初めてわかる感覚もあるはずなので、両方から考えていく必要があると思います。 |
| 05月05日              | 05月09日          | スーパー高校生登場！発明でおじいちゃんを助けたい       | My simple invention, designed to keep my grandfather safe              | 祖父を守るための シンプルな発明                                | ケネス・シノヅカ               | アメリカ在住の高校生。両親は共働きで、幼少期は祖父と多くの時間を過ごす。6歳の時、知り合いの高齢者が風呂で転倒したことをきっかけに、床に取り付けられたセンサーが転倒を感知すると家族の腕時計のアラームが鳴るという“スマート風呂”を発案。その後も、所定の時間になると飲む薬をランプで知らせる薬箱など高齢者向けの発明を続ける。14歳で、アルツハイマー病患者のはいかいを介護者に知らせる靴下型のセンサーを開発、2014年のGoogle Science FairでScientific American Science in Action Awardを受賞。               | 浜田洋平                                   | One thing I'll never forget is when my device first caught my grandfather's wandering out of bed at night. At that moment, I was really struck by the power of technology to change lives for the better. 自作のデバイスが初めて祖父のはいかいを検知したとき、僕は、テクノロジーで生活の質が上がることを実感しました。                                                                    | vol.132 インターネットが生んだ「自分でつくる文化」 Sputniko!: ケネス君は6歳の時に、風呂場のセンサーが転倒を感知すると家族の腕時計を鳴らす仕組みをつくっています。それができたのは、やはりインターネットの力を利用できたからでしょうね。 Joi: インターネットのおかげで、情報を入手したり、プログラミングを学んだり、専門家のサポートを得られるようになって、自分でモノをつくる文化が生まれました。パーツを選んだり、加工を加えて、いい商品をつくる。カスタマイズから始まって、最後は自分でつくるという時代になったことは、とても重要な変化だと思います。 Sputniko!: 好きなモノ、必要とするプロダクトを、自分でつくりだす。大きな会社が商品として発売するのを待たないで、自分でつくってしまう。そういう文化は、これからもっと広がっていくかもしれませんね。 Joi: そう思います。 Sputniko!: ケネス君は、TEDでプレゼンテーションしたことで、いろいろな人に発明を知ってもらえるし、仲間も増えるでしょう。自分の思っていることを人々に伝えるのは大事なことですから、日本でもプレゼンテーションに関するしっかりした教育があった方がいいのではないかと思います。 Joi: そうですね。ただ日本にはプレゼンテーションを重視してこなかった文化がありますから、プレゼンテーション教育を始めるなら、教育システムを多少調整する必要があるでしょう。学校外でもいろいろなアクティビティが必要な気がします。 Sputniko!: そうですよね。 Joi: 去年、日本でワークショップをしたとき、たくさんの小中高生たちの一生懸命なプレゼンテーションを聞いて、びっくりしました。日本人はプレゼンテーションが苦手というイメージがありましたが、プレゼン能力のある子どもがたくさんいましたから。 Sputniko!: 伸びる子はどんどん伸びる時代になっていますね。環境も変化しているし、インターネットもある。そこに親のサポートも加わったら、ケネス君みたいに、どんどん前に進んでいけそうですね。 |
| 05月12日              | 05月16日          | 幸福な人生を送るには？ ハーバード流人生満喫術          | What makes a good life? Lessons from the longest study on happiness    | 史上最長の研究が明かす 幸福な人生の秘密                        | ロバート・ウォールディンガー   | 精神科医 ハーバード大学医学部臨床教授。1938年から続くハーバード成人発達研究の第4代責任者。ハーバード大学医学部医学博士。禅僧。著書にPsychiatry for Medical Students、Fundamentals of Psychiatryがある。SPEAKER'S PAGE | 西村知道                                   | The clearest message that we get from this 75-year study is this: good relationships keep us happier and healthier, period. この75年にわたる研究からわかったのは、いい人間関係が幸せと健康の秘けつだということ。 | vol.133 よい人間関係の秘けつは「柔軟性」 Sputniko!: きょうはウォールディンガーさんご本人に、MITメディアラボまでお越しいただいています。 Joi: ウォールディンガーさん、お越しいただき、ありがとうございます。幸せになるためにはよい人間関係が必要ということですが、どのような人間関係が必要で、どうすれば築けるのでしょうか？ 幸福ではない人間関係もありますよね。 ウォールディンガー: その通りです。ひと口に人間関係といっても、その形はさまざまです。社会とのつながりに関しては一連の研究があって、1週間に会う人の数が多いほど幸せだと感じるのは事実です。しかし細かく分析してみると、他者とつながっていると感じるかどうかは、個人の主観的体験です。孤独の研究が明らかにしたのは、まさにこの点です。人は集団生活や結婚生活の中でも孤独になりうる。つまり、社会的なつながりの数より、人間関係の中でどう感じるか、「つながっていると感じるかどうか」が重要なのです。 Sputniko!: よい人間関係ができる人に共通する特徴はありますか？ ウォールディンガー: あります。共通する特徴は「柔軟性」でしょうか。自分の思うように他人を動かそうとする人は、人間関係でトラブルを抱えることが多い。人をコントロールするなんて不可能ですからね。柔軟性があり、他人の考えを尊重できることが、人間関係をうまく維持したり、困難を乗り越えるために必要な要素です。人それぞれ考え方は違いますからね。 Joi: 研究対象の人たちの幸福の定義は、年齢とともに変化したそうですが、年をとると人は賢くなるということですか？ ウォールディンガー: うーん、どうでしょう。ただ、年齢とともに幸せの定義が変わるのは、人間の発達の本質だと思います。6歳で「意味がある」と思えたことは、16歳では違っている。26歳や36歳でも、また違っているでしょう。 Joi: 僕は年々ハッピーになっていると実感しています。 ウォールディンガー: 実は私もです。そういえば、年をとるにつれて幸せになっていくことに関して、「社会情動的選択性理論」というものがあります。人は中年になり、人生の残り時間が少なくなるにつれ、限られた時間を意識します。その結果、より自分を幸せにする選択をするようになり、自分の幸せにつながらない、義務感でやっていたことを切り捨てていくというのです。 Sputniko!: 優先順位が見えてくる。 ウォールディンガー: そう。だから人は、年齢とともに、より幸せを感じるようになるのです。 |
| (05月19日)            | (05月23日)        | 知られざる“笑い”の力                                   |                                                                        |                                                                |                                | |                                            | | |
| (05月26日)            | (05月30日)        | どのように私は“生き返った”か                           |                                                                        |                                                                |                                | |                                            | | |
| (06月02日)            | (06月06日)        | 消えた蜂の謎                                           |                                                                        |                                                                |                                | |                                            | | |
| (06月09日)            | (06月13日)        | スーパー高校生登場！発明でおじいちゃんを助けたい       |                                                                        |                                                                |                                | |                                            | | |
| (06月16日)            | (06月20日)        | 幸福な人生を送るには？ ハーバード流人生満喫術          |                                                                        |                                                                |                                | |                                            | | |
| 本放送 ＜吹き替え版＞ | 再放送 ＜字幕版＞ | 番組タイトル                                           | TED（NHK版）プレゼンテーション                                         | TED（NHK版）プレゼンテーション                                 | TED（NHK版）プレゼンテーション | TED（NHK版）プレゼンテーション | TED（NHK版）プレゼンテーション             | TED（NHK版）プレゼンテーション | Superview |
| 本放送 ＜吹き替え版＞ | 再放送 ＜字幕版＞ | 番組タイトル                                           | 原題                                                                   | 邦題                                                           | スピーカー                     | プロフィール | 吹き替え                                   | メッセージ | Superview |
| 06月23日              | 06月27日          | 全米記憶力チャンピオンが語る記憶術                     | Feats of memory anyone can do                                          | 誰もが記憶の達人に                                             | ジョシュア・フォア             | サイエンスライター 1982年、アメリカ・ワシントンＤＣ生まれ。2004年にイェール大学卒業後、サイエンスライターとして、ニューヨークタイムズ紙やナショナルジオグラフィック誌などで執筆。2006年、取材をきっかけに出場した「全米記憶力選手権」で優勝。その時の体験をつづった“Moonwalking with Einstein”（邦訳「ごく平凡な記憶力の私が1年で全米記憶力チャンピオンになれた理由」）を2011年に出版し、一躍有名になる。SPEAKER'S PAGE                                                                                     | 小野塚貴志                                 | But if you want to live a memorable life, you have to be the kind of person who remembers to remember. 記憶に残る人生を送りたいなら、ぜひ、「覚えておくこと」を、忘れないでいてください。 | vol.134 コンピューターの役割と人間の役割 Sputniko!: プレゼンテーションに出てきた、「Bakerという名前を『パン屋さん』のbakerに変換して覚える」というテクニックは、いいなと思いました。ジョンとかクリスとか、英語の名前を覚えるのがすごく苦手なんです。日本語は、鈴木さんなら「鈴のなる木」、高橋さんなら「高い橋」とか、漢字で覚えられますが、英語だとなかなかそうはいかないので。 Joi: プレゼンテーションの最後に、「携帯電話に集中している人たちは、その場のコミュニケーションができていない」というような、なんとなくアンチ・テクノロジーな発言がありましたね。それで思い出したことがあります。たしか小学4年生のときに電卓が発売されて、父親に買ってほしいと伝えたんですが、科学者だった父は「手を使って計算できなくなる」といって承知しませんでした。「天文学や宇宙物理学をやりたいから、電卓がないと計算できない」と説得して、ようやく買ってもらえました。コンピューターがあるからこそ、宇宙に行ったり、科学技術が発達したわけです。フォアは暗記術を推奨していますが、その習得に必要な時間やエネルギーを考えると、いま、ぼくらが、いちばん時間を割くべき分野かというと、ちょっと疑問に思います。 Sputniko!: 記憶に向ける時間を、新しいことを考えることに向けることも、できるかもしれないですからね。 Joi: ただ、ぼくも人の名前を覚えるのがすごく下手だから、ひとつのテクニックとして、ちょっと使ってみたいなと思いました。 |
| 06月30日              | 07月04日          | 音のない世界で生きる                                   | The enchanting music of sign language                                  | すてきな手話の響き                                             | クリスティーン・ソン・キム     | サウンドアーティスト 「音」をテーマにした絵画やパフォーマンス等を制作するサウンドアーティスト。1980年、アメリカ・カリフォルニア州生まれ。2002年、ロチェスター工科大学卒。2013年、バード大学より美術の修士号取得。現在はニューヨークとベルリンを拠点に活動している。生まれたときから耳が聞こえず、主にアメリカ手話（ＡＳＬ）を用いてコミュニケーションを行う。作品に、“Pianoiss … issmo (Worse Finish)”や“All. Day.”などがある。SPEAKER'S PAGE                                                               | 沢海陽子                                   | Maybe people will understand that you don't have to be deaf to learn ASL, nor do you have to be hearing to learn music. 人々は理解するでしょう。耳が聞こえても手話を学べるし、耳が聞こえなくても音楽を学べると。 | vol.135 クリスティーンの魅力と、社会的通貨としての「音」 Joi: 彼女のプレゼンテーションを見て、耳が聞こえない人の視点を初めて知って、ぼくの世界観は変わりました。プレゼンテーションを見てのとおり、ダイナミックで、元気で、カリスマ性のある彼女には、特別研究員という立場で、MITメディアラボに来てもらっています。彼女がワークショップや講演をするようになってから、「彼女ともっと知り合いになりたい」といって、手話を勉強する学生が増えました。メディアラボが、ビデオに字幕、イベントに通訳を必ずつけるようになったのも、彼女のおかげです。スプツニ子！は、彼女の作品を見て、どう感じましたか？ Sputniko!: 作品をつくることで音の世界を理解しようとしている、そんなクリスティーンの気持ちがすごく伝わってきます。いい意味で原始的な衝動のようなものを感じました。プレゼンテーションでは、クリスティーンが音をsocial currency（社会的通貨）という言葉で表したのが印象深いです。音について、権力やお金と同列で考えたことがなかったので。 Joi: プレゼンテーションのときも通訳がいましたが、僕らが彼女に来てもらうときも、通訳にお金を払います。結構高いです。彼女にとっては「社会に参加するのにお金がかかる」のが現実なので、「通貨」という言葉が出てくるのだと思います。 Sputniko!: クリスティーンはエネルギーがあるし、おもしろいし、手話も早口ですごく性格が表れていると思います。だけど通訳がいないと彼女の言いたいことがわからないというもどかしさがあります。ふと思ったのですが、英語が話せない日本人は、海外の人たちとの会議に参加しても、意見を主張できないつらさがあると思います。その気持ちと、近いものがあるかもしれないですね。 Joi: すごく似ていると思います。メディアラボも、日本人も含めて海外から先生や学生を招きますが、彼らが会議で一生懸命発言しても、言葉が不自由だと、すごく損な感じになっています。 Sputniko!: 「大丈夫？」「わかる？」って、心配されるのもつらいでしょうね。そういう理解、コミュニケーションや言語に関する理解は、もっと深まるといいですよね。 |
| 07月07日              | 07月11日          | 地球の未来を考える(1) アル・ゴア“不都合な真実”のその後 | The case for optimism on climate change                                | 気候変動についての明るいニュース                               | アル・ゴア                     | 環境活動家、元アメリカ副大統領 1993年から8年間、クリントン政権下で副大統領を務める。その後は地球温暖化対策についての講演活動を積極的に行い、2006年、「不都合な真実」を発表。作品は映画化され、アカデミー賞長編ドキュメンタリー賞を受賞。また、2007年にはIPCC（気候変動に関する政府間パネル）とともにノーベル平和賞を受賞。 | 金尾哲夫                                   | Some still doubt that we have the will to act, but I say the will to act is itself a renewable resource. われわれに行動する意志があるのか疑っている人もいるようだが、大丈夫。行動する意志は再生可能な資源なのだから。 | vol.136 映画「不都合な真実」から10年 Sputniko!: 熱いプレゼンテーションでした。 Joi: さすがアル・ゴア、熱いですね。彼は10年前に映画「An Inconvenient Truth」（邦題：不都合な真実）に出演し、TEDにも登場しました。彼が環境問題を世界的に呼びかけたことで、人々の認識は大きく変わったと思います。10年後の現在、「もうダメなんじゃないか」とか「何ができるかわからない」と思っている人もたくさんいると思います。今回彼が「うまくいっているものがある」とアピールしたことは、タイミング的にも、とても重要だったと思います。 Sputniko!: すごくポジティブなエネルギーをもらいました。また、実際に変わっているということがわかりました。日本はテクノロジーを得意としているので、新しいエネルギーとか、環境を改善するテクノロジー、グリーンテクノロジーをつくって、それを世界とシェアしていくというのも、日本にできる貢献のしかたではないかと思います。 Joi:確かに。 |
| 07月14日              | 07月18日          | バリ島のレジ袋撤廃運動                                 | Our campaign to ban plastic bags in Bali                               | 私たちが始めたバリ島のレジ袋禁止運動                           | メラティ＆イサベル・ワイセン   | インドネシア・バリ島の10代の姉妹。小学生の時、島のあちこちに捨てられていたレジ袋に注目し「バイバイ・レジ袋運動」を開始。商店にレジ袋の提供を控えるよう呼びかけるとともに、客にはレジ袋を使わないよう理解を求める活動を続ける。パン・ギムン国連事務総長をはじめ多くの人の共感を集め、2015年12月には地球温暖化対策を話し合う国連の会議COP21にあわせてフランスにも招かれた。 | 小堀幸（メラティ）、黒沢ともよ（イサベル） | We may only be 25 percent of the world’s population, but we are 100 percent of the future. 私たち子どもは世界人口の25パーセントに過ぎないけれど、100パーセント未来の担い手です。 | vol.137 ソーシャルメディア時代の新しいムーブメント Sputniko!: 2人とも、とてもしっかりした優等生ですね。 Joi: そうですね。草の根というか、ボトムアップのムーブメントのひとつだと思いました。僕があの子たちの年齢だったころなら、彼女たちのように行動することはパンクで、反体制的で、リーダーというよりドロップアウトという感じでしたが。 Sputniko!: 私たちが10代のころはソーシャルメディア以前でしたから、“体制”はすごく遠い存在でした。でもいまの子たちなら、ソーシャルメディアで“体制”とも直接コミュニケーションをとることができます。ですから、ソーシャルメディアで大人たちと直接話しながらムーブメントを起こしてしまうような、“大人の言葉をしゃべる新しいパンク”が生まれているのではないかと思います。 Joi: そうですね。国の政策や技術も大事ですが、人間の感覚や常識が変わることは、最もインパクトがあると思います。そういう意味で、姉妹が自分たちで行動することも重要だけど、彼女たちの活動を見てインスパイアされる子たちがいて、その子たちの行動が変わっていくと、底力のあるムーブメントになるような気がします。 |
| 07月21日              | 07月25日          | ブータン・気候変動との闘い                             | This country isn't just carbon neutral -- it's carbon negative         | 二酸化炭素を減らす国 ブータン                                  | ツェリン・トブゲイ             | ブータン首相 1965年、ブータン生まれ。アメリカ・ハーバード大学大学院公共政策学修士。教育省や労働省での勤務を経て2008年、下院議員に当選。2013年、首相に就任。家族は妻と2人の子ども。趣味は読書、トレッキング、アーチェリー、音楽など幅広い。 | 高橋英則                                   | After all, we're here to dream together, to work together, to fight climate change together, to protect our planet together. 一緒に夢を見ましょう。力を合わせ、気候変動と闘い、地球を守りましょう。 | vol.138 何をもって国の豊かさを計るか？ Joi: いろいろな国の首相が国連でスピーチをするときは、言葉に気をつけて外交的に話しています。今回、TEDのステージでプレゼンしたトブゲイ首相からは、すごく気持ちも伝わってきたし、これは新しい「国のアピールのしかた」だと思いました。 Sputniko!: 環境問題はアメリカのような大国の視点から語られることが多かったので、小さい国の視点から環境問題の話を聞けたことは、すごく私にはおもしろかったです。 Joi: 確かに。 Sputniko!: 小さい国が発展を目指す時、工場を建てるとか、GDP（国内総生産）を大きくしようとするイメージがありますが、ブータンは違いますね。 Joi: GDPは、一定期間に国内で生産されたモノやサービスに支払われたお金の総額ですが、IT産業が経済の中心になると、GDPはあまり意味のない数字ではないかというのがダボス会議（世界経済フォーラムの年次総会）でも議論されています。環境保護やハピネスを計るというブータンのメッセージは、ほかの国にとっても重要な気がします。 |
| 07月28日              | 08月01日          | 氷の世界を撮る                                         | Haunting photos of polar ice                                           | 極地の氷を追い続けて                                           | カミール・シーマン             | 写真家 1969年、アメリカ・ニューヨーク州生まれ。ニューヨーク州立大学で写真術を学び、1992年に卒業。作品は、ナショナルジオグラフィックなど数々の雑誌へ掲載されている。これまでに、National Geographic AwardやCritical Mass Top Monograph Awardを受賞。写真集にMelting Away(2014)がある。 | 田村聖子                                   | It is not a death when they melt, it is not an end, but a continuation of their path through the cycle of life. 氷山は、解けてしまっても、それで終わりじゃない。生命のサイクルは続き、つながっていきます。 | vol.139 秘境を旅することの功罪 Sputniko!: カミール・シーマンの写真、すごくきれいでした。彼女は実際にああいう風景を見たんだな、と思うとドキドキします。もしあれを自分の目で見たら、氷山の減少のような環境問題について、きっと身近に感じると思います。 Joi: 最近、エコツーリズムの一環で、秘境を旅する人が増えています。それに対していろいろな意見があって、たとえば南極に水や燃料や食料を持って行くには大きなコストがかかるし、それは温室効果ガスの排出につながります。そうした行動は環境への関心を高める効果がある一方、環境に悪いわけですから、バランスを考える必要があると思います。 |
| 07月28日              | 08月01日          | 氷の世界を撮る                                         | The joy of surfing in ice-cold water                                   | 凍りつく海でのサーフィンは最高！                               | クリス・バーカード             | サーフィン写真家 1986年、アメリカ・カリフォルニア州生まれ。独学で写真術を学び、サーフィン写真を得意とする。これまでに、PMDA Visionary Photographer AwardやOlympus Pro Photographer ShowdownのPeople’s Choice Awardなど受賞歴多数。写真集にHigh Tide(2015)、Distant Shores Book(2014)などがある。 | 増元拓也                                   | Anything that is worth pursuing is going to require us to suffer just a little bit. 追いかける価値があるものは、ちょっとした苦しみを伴うのです。 | vol.139 氷の世界のスリルと美しさ Sputniko!: クリス・バーカードは壮大な景色を撮りに行っていて、「すごいな」と思いますが、「よく行くよね」という気もします。Joiさんもダイビングで、結構すごいところに行ってますね。 Joi: 僕は南極でダイビングをするのが夢です。 Sputniko!: 南極！ Joi: 南極は、あるシーズンになると、プランクトンや小さい魚から大きい魚まで全部集まってきます。それを海中から見るとすごいと聞いています。先日は、モンタナ州に行って来ました。氷に穴を開けてその下をダイビングすると、すごく寒くて、顔はまひしますし、いろいろなリスクもありますが、不思議なスリルもあります。スリルと美しさの重なった感覚が、どうしてもやみつきになってしまいます。 |
| 08月04日              | 08月08日          | 世界的“民泊”仲介サイト誕生秘話                         | How Airbnb designs for trust                                           | 信頼を築く驚きのアイデア                                       | ジョー・ゲビア                 | Airbnb 創業者 1981年、アメリカ・アトランタ生まれ。ロードアイランド美術大学卒。2008年、友人とともに、空き家や空き部屋を宿泊施設として貸し借りする“民泊”の仲介サービスを創業、世界最大手に育て上げる。 | 川中子雅人                                 | We bet our whole company on the hope that with the right design, people would be willing to overcome the stranger-danger bias. 僕らはデザインの力にすべてを賭けたんです。「見知らぬ人は危険」という偏見は、なくすことができるはずです。 | vol.140 シェアリングエコノミーの魅力 Sputniko!: 民泊やシェアリングは日本でも話題のようですが、JoiさんはAirbnbを使ったことはありますか？ Joi: 休暇のとき、犬を連れてイーストコーストの一軒家に泊まったことがあります。 Sputniko!: 私も友達数人でニューヨークに行ったり、テキサス州オースティンのSouth by Southwest（世界的クリエイティブ・ビジネスの祭典）に行くとき使いました。みんなでマンションやアパートを借りて泊まるので、ホテルとは違った魅力があります。 Joi: そうですね。Airbnbが「いいな」と思うのは、泊まっていた人が貸す人にかわっていったりなど、立場に境界のないコミュニティーになっているところです。みんなが共有しあって何かをつくるのがシェアリングエコノミー。アメリカは西部を開拓するときに、世界中からいろんな人が集まって、知らない人たちどうしが信頼関係をつくって、家を建てたりとか、いろいろやらなければならなかったわけです。そういう文化がアメリカには残っていますが、日本にはないのでは、という気がします。 Sputniko!: 文化によってシェアリングエコノミーについての認識が違ってくるということですね。でも日本人は、最初の壁さえ乗り越えれば親切ですし、おもてなしの文化もあるので、シェアリングの文化は日本でも発展するんじゃないかなと思います。 |
| (08月11日)            | (08月15日)        | 全米記憶力王者が語る記憶術                             |                                                                        |                                                                |                                | |                                            | | |
| (08月18日)            | (08月22日)        | 音のない世界で生きる                                   |                                                                        |                                                                |                                | |                                            | | |
| (08月25日)            | (08月29日)        | アル・ゴア“不都合な真実”のその後                       |                                                                        |                                                                |                                | |                                            | | |
| 09月01日              | 09月05日          | 伝説の綱渡り師が語る半生                               | The journey across the high wire                                       | 綱渡りこそ私の人生                                             | フィリップ・プティ             | 大道芸人 1949年フランス生まれ。16歳で綱渡り師としてのキャリアをスタート。1974年、当時世界で最も高いビルだったニューヨークのワールドトレードセンターの2つのタワーの間で許可なく綱渡りを行い、一躍有名になる。 | 楠見尚己                                   | Faith...is what replaces doubt in my dictionary. 「確信」…自分の中で「迷い」から変わるもの。 | vol.141 フランス人らしいアート表現 Sputniko!: フィリップ・プティのプレゼンテーションは、キーワードをジェスチャーで書いてみせたり、綱渡りのパフォーマンスを観客に手拍子させながら再現したりと、彼の芸を見ているような感じがしました。 Joi: 彼のプレゼンで思い出したのが、数年前に聞いたパリの副市長の話です。「都市にとって文化やアートがいかに大切か」という話の中で、あえて法律に逆らうような作品も応援するという話にびっくりしました。フィリップも綱渡りのときに法律を破ったわけですが、そういうことも、パンクな感じで、アートの一部になっています。そこにとてもフランス人らしい表現を見たような気がします。 |
| 09月08日              | 09月12日          | アメリカの司法に“正義”を                               | How we're priming some kids for college - and others for prison        | 大人への2つの道のり～大学か刑務所か～                          | アリス・ゴフマン               | 社会学者 1982年生まれの社会学者。専門はアメリカの人種問題。ペンシルベニア大学卒業後、プリンストン大学大学院で博士号を取得。黒人の多く住む地区に移り住み、6年にわたり若者たちと行動をともにした経験をまとめたOn the Run: Fugitive Life in an American Cityを2014年に発表、注目を集める。 | 寺依沙織                                   | Why are we not providing support to young kids facing these challenges? Why are we offering only handcuffs, jail time, and this fugitive existence? このような困難に直面する子どもたちに、なぜ私たちは手を差し伸べないのでしょう？ なぜ、懲役や逃げ回る生活ばかり与えるのでしょうか？ | vol.142 問われ始めた「合法的な差別」 Joi: ゴフマンのプレゼンテーションに“New Jim Crow”というMichelle Alexanderが書いた本の話が出てきました。この本によると、現在のアメリカは「第3の奴隷制度」の時代で、中でも陰険なのは「合法的な差別」だといいます。今回、ゴフマンがしっかりとデータを集めて語ったことによって、初めて「合法的な差別」について議論できるようになりました。 Sputniko!: 「合法的な差別」というのは、例えば、「罪を犯したから刑務所に入っている。これは法律に従って行われていることだ」という理由付けはあっても、よく見るとフェアではない、平等ではないことが行われているという意味ですよね。そういうことはなかなか気付きにくいので、アリスのような研究者がこういったかたちで世の中に訴えていくのは本当に大事だと思いました。 |
| 09月15日              | 09月19日          | 未来の“デジタル農業”                                   | This computer will grow your food in the future                        | 次世代のデジタル農業                                           | ケイレブ・ハーパー             | MITメディアラボ研究員 ＭＩＴメディアラボの農業プロジェクト「オープン・アグリカルチャー・イニシアチブ」の責任者。「オープン・アグリカルチャー・イニシアチブ」とは、気温や水温などの条件をコンピューターで管理して作物を栽培し、そのデータを世界中で共有しようという試み。地球温暖化や災害などの影響を受けない、屋内での農業を普及させることを目指している。 | 最上嗣生                                   | The future of food is about networking the next one billion farmers and empowering them with a platform to ask and answer the question, “What if?” 食の未来は、次世代の農家をネットワークでつなぎ、疑問を投げかけたり答えたりできるプラットフォームを提供することにあるのです。 | vol.143 「オープン」にすることで研究が加速する Sputniko!: ケイレブ・ハーパーはプレゼンテーションで、オープン・アグリカルチャーで実現するビジネスとか機能的な話だけではなく、少しサイエンス・フィクションも混ざったビジョンや、夢の話も織り交ぜています。そういうところに「メディアラボらしさ」を感じました。 Joi: 「インターネット」、「オープン（公開）」、「多分野を混ぜる」という要素も、とてもメディアラボらしいと思います。 そして、オープンという特徴は、実はすごく重要です。彼の話の革新的な部分は、環境をコントロールして、すべてデジタル化して、ネットワークでつなぎ、しかもオープンにするということです。そうすることで、どこかで面白い発見があると、それがすぐに世界中に伝わり、その発見の上にさらにたくさんの発見を重ねていくことができます。それは研究を非常に早く進める効果があると思います。 |
| 09月22日              | 09月26日          | 宇宙について考える                                     | Tiny satellites show us the Earth as it changes in near-real-time      | 地球の姿をリアルタイムで見せる 超小型衛星                      | ウィル・マーシャル             | 人工衛星開発者 イギリス・オックスフォード大学大学院で物理学の博士号を取得後、NASA（アメリカ航空宇宙局）で宇宙研究に従事。2010年、小型人工衛星を開発する民間会社を起業。 | 茂木たかまさ                               | This will be an entirely new global data set. And we believe that together we can help to take care of our Spaceship Earth. まったく新しい形の地球規模のデータを活用して、みんなで宇宙船地球号を保護していけると思うんです。 | vol.144 結果の見えにくい研究を続ける意義 Joi: ウィル・マーシャルのプレゼンには、地球環境に関する技術やサイエンスの話がいろいろ出てきました。宇宙も含めたサイエンスというと、短期的な成果を期待しすぎて、たとえば「すぐ惑星に行けるだろう」と思ったりします。 Sputniko!: インターネットが世の中に出てきたとき、漠然と「これはコミュニケーションとメディアを変えるな」と思いましたが、「SNSが出てきて、地震などの災害時に役立つ」とか、そういう具体的な結果というのは、まったく予測できませんでした。 Joi:「どんな成果が期待できる？」という問いに、科学者が「正確にわからない」と答えたとしても、そこで研究を止めてしまうのはよくないのではないかと思います。 Sputniko!: 長期の研究はなかなか結果が目に見えないから投資をためらう人もいますが、大きなインパクトが生まれる可能性は長期の研究にあるということですね。 |
| 09月22日              | 09月26日          | 宇宙について考える                                     | Let's not use Mars as a backup planet                                  | 火星は地球の代替惑星ではない                                   | ルシアン・ウォーコウィッチ     | 天文学者 アメリカ・シカゴのアドラープラネタリウムで研究を行う天文学者。ジョンズホプキンス大学在学中に天文学に興味を持つ。ワシントン大学大学院で博士号取得。 | 加納千秋                                   | If we truly believe in our ability to bend the hostile environments of Mars for human habitation, then we should be able to surmount the far easier task of preserving the habitability of the Earth. 火星の環境を変化させ、人が住めるようにすることができると思うのなら、地球の居住性を維持することぐらいできて当然ですよね。                                                            | vol.144 宇宙研究で活躍する女性研究者たち Sputniko!: ルシアンさんのプレゼンを見て、「宇宙ドラマに出てきそうな、かっこいい女性だな」と思いました。最近はルシアンさんみたいに宇宙の研究や開発で能力を発揮している女性が増えているようですね。 Joi: マサチューセッツ工科大学の研究部門のトップを任されているのは、地球物理学が専門のマリア・ズーバーという女性です。彼女も長い間、宇宙ミッションに携わってきました。宇宙の研究で活躍している女性は多いですね。 Sputniko!: NASAの女性研究者や女性エンジニアと会話をしていて、「火星の人類の偉大な一歩は、女の人の足跡だといいよね」という話題になったことが、何度かあります。 |
| (09月29日)            | (10月03日)        | ブータン・気候変動との闘い                             |                                                                        |                                                                |                                | |                                            | | |
| 10月06日              | 10月10日          | “ゴミ”と呼べる人間なんていない                         | There are no scraps of men                                             | ゴミと呼べる人間はいない                                       | アルベルト・カイロ             | 理学療法士 1952年、イタリア生まれ。赤十字国際委員会(ICRC)の理学療法士。30代後半でアフガニスタンに渡り、以来、首都カブールにあるICRCのリハビリテーションセンターを率いている。 | 伊藤和晃                                   | All what we have to do is to listen to the people that we are supposed to assist, to make them part of the decision-making process, and then, of course, to adapt. 助けるべき相手の話をよく聞いて、彼らを意思決定のプロセスに参加させ、そして、柔軟に対応する。 | vol.145 「現場」を見る大切さ Joi: 本当にいい話でしたね。 Sputniko!: そうですね。危険を顧みず助けの手を差し伸べる人のリアルな話を聞き、すごく心を動かされました。 Joi: MITメディアラボでは、そういうリアルな体験をみんなにしてもらいたいと思って、2年ほど前から、最先端の義足とロボットを研究しているチームを連れてナイロビに行っています。現地に行って、現場の人たちと話をすると、学生たちは「人間関係や文化など、技術以外の部分がいかに重要か」ということを学びます。帰ってきた学生たちは、「MITにいた中で一番勉強になったのは、そういう現場でのそういう人たちとの接触」と言っています。そういう体験をする機会を、教育現場はもちろん、いろいろな環境で、もっと作る必要があると思います。 |
| 10月13日              | 10月17日          | 巨大都市は世界を変える                                 | How megacities are changing the map of the world                       | “巨大都市”が変える世界地図                                     | パラグ・カンナ                 | 国際情勢研究家 1977年、インド生まれ。アメリカのジョージタウン大学卒業後、ロンドン・スクール・オブ・エコノミクスで博士号取得。2008年、著書The Second World（邦題・「三つの帝国」の時代――アメリカ・EU・中国のどこが世界を制覇するか）が世界的なベストセラーになる。 | 浜田賢二                                   | Connectivity is how we optimize the distribution of people and resources around the world. It is how mankind comes to be more than just the sum of its parts. “つながり”（コネクティビティー）とは、人や資源を最大限に有効活用する方法であり、人類全体が、この世界で大きな機能を発揮する手段です。                                                                                        | vol.146 “コネクトグラフィー”が世界をよくする？ Joi: パラグ・カンナが言ってる“コネクトグラフィー”は、世界中がつながっていって、コミュニケーションも増えて、メガシティができてくる状態。これは実際に起きていることで、重要なことだと思います。とはいえ、「つながって貿易が増えると戦争が起きない」と言い切れるでしょうか。第2次世界大戦にしても、文化的にも貿易も一体化していたヨーロッパで起きてしまったわけです。インターネットでみんながコミュニケーションするようになれば、文化交流が起きて、みんなわかりあうだろう、と想定しても、現実には、自分と意見が合う人の意見だけを読んだり、仲よくできる人とだけコミュニケーションするでしょう。「つながったら世の中がよくなる」というのは、僕には楽観的すぎるように思います。 Sputniko!: たとえば日本のアニメは世界中で見られていますから、そうしたアニメについての話題で世界中の人とつながれたりします。あるいは、韓流ドラマが日本ではやってから、韓国に興味を持つ日本人が増えました。そういう意味で、文化を通してつながるというやり方も、すごく重要ではないかと私は思います。 |
| 10月20日              | 10月24日          | 生みの親が語る“フラクタル”入門                         | Fractals and the art of roughness                                      | “フラクタル”とでこぼこ                                         | ベノワ・マンデルブロ           | 数学者 1924年、ポーランド生まれ。10代はじめに家族とともにフランスに移住。エコール・ポリテクニック（理工科学校）で学んだ後、パリ大学で博士号を取得。1950年代に渡米し、IBMワトソン研究所の研究員となる。「フラクタル」の概念を提唱し、20世紀数学に大きな影響を与える。イェール大学名誉教授。2010年没。 | 長克巳                                     | Bottomless wonders spring from simple rules, which are repeated without end. 無限の不思議は、単純な法則を果てしなく繰り返すことから生み出されるものなのです。 | vol.147 “ビジュアル”を通して数学を理解 Sputniko!: マンデルブロの人柄がよく表れたプレゼンテーションでした。数学者の頭の中を知ることってなかなかないので、おもしろかったです。 Joi: 僕は普通の数学の勉強はあまり得意ではなくて、どちらかというとイメージとかビジュアルを通して数学を学んできました。僕に上手に説明をしてくれる先生がいるんですが、彼もマンデルブロの教え子です。その先生は数学を、まずビジュアルで理解させ、その後、数式で説明してくれます。マンデルブロのプレゼンを見て、「あ、ここから来てるんだな」と思いました。 先端技術の発展に寄与するフラクタル Joi: パソコンでマンデルブロのプログラムを数行書いて、あの複雑で美しい図形が出てきたときのワクワクした一瞬を、僕は今でもよく覚えています。 Sputniko!: 私もコンピュータサイエンスの最初の授業で、マンデルブロのグラフを描きました。プレゼンテーションを見たとき、「あのグラフの人だ」と思いました。 Joi: フラクタルという概念は、コンピュータグラフィックスで複雑な地形を描くシステムや、遺伝子工学で、限られた遺伝子から複雑な脳をつくる仕組みなど、最先端の分野に応用されています。そういう応用につながる基礎のものが発見できたというのが、すごくおもしろいと思います。 |
| (10月27日)            | (10月31日)        | 伝説の綱渡り師が語る半生                               |                                                                        |                                                                |                                | |                                            | | |
| (11月03日)            | (11月07日)        | “ゴミ”と呼べる人間なんていない                         |                                                                        |                                                                |                                | |                                            | | |
| 11月10日              | 11月14日          | 難民を救うために                                       | Our refugee system is failing. Here's how we can fix it                | うまくいっていない難民制度、これが改善策だ                     | アレクサンダー・ベッツ         | オックスフォード大学 難民研究センター所長 オックスフォード大学教授。専門は難民問題。英ダラム大学卒業。オックスフォード大学で博士号取得。2014年10月に史上最年少でオックスフォード大学難民研究センターの所長に就任。主な著書に、Survival Migration: Failed Governance and the Crisis of Displacement、Protection by Persuasion: International Cooperation in the Refugee Regimeなど。 | 三好翼                                     | There's nothing inevitable about refugees being a cost. 難民は負担にしかならないなんて見方はやめないといけないのです。 | vol.178 メディアラボの難民プロジェクト Sputniko!: 本当に考えさせられるプレゼンテーションでした。「難民に対する考え方・見方を変える必要がある。彼らは国にとって重荷ではない。有効な才能を持った人材がたくさんいるのだから」というメッセージが、すごく印象に残りました。MITメディアラボでも難民に関する取り組みを行ってますね。 Joi: はい。たぶん十数個のプロジェクトがあります。実は9月にドバイでワークショップがあって、僕も行ってきました。地元の学生とともに中東の難民を支援するプロジェクトで、内戦で壊滅したシリアの街をバーチャル・リアリティで追体験するプレゼンテーションなどを行いました。 Sputniko!: ワークショップの反応はどうでしたか？ Joi:いちばんよかったのが、若者も含めて、その地域の人たちから、話を聞くことができたことです。実際に行ってみないとわからない、ものすごく衝撃的な体験でした。「自分たちも難民について何かしなければいけない」という漠然とした気持ちはメディアラボにあるけれど、実際そこへ行った学生たちがその後メディアラボのなかでアクティビストのようになってますから、プロジェクトは学生たちに強く影響したと思います。 Sputniko!: 日本は難民問題に対して資金援助をたくさんするけれど、実際に難民を受け入れる数についてはそこまで多くない、という現状があります。「私ならどんなことができるか？」とか、「ひと事ではない。どんなかたちで難民の問題に向き合っていけるだろう？」とか、そういうふうに考えることは、これからすごく大事ではないかと思います。 |
| 11月17日              | 11月21日          | アメリカに銃規制を                                     | Why gun violence can't be our new normal                               | 銃暴力が“普通のこと”になってはいけない理由                     | ダン・グロス                   | 銃規制活動家 銃規制の強化を求めるアメリカの団体「ブレイディ・キャンペーン」の代表。テュレーン大学卒業後、広告業界で働く。1997年、ニューヨークのエンパイアステートビルで起きた銃乱射事件で弟が頭を撃たれ九死に一生を得たことをきっかけに、銃規制を求める活動を始める。2025年までにアメリカでの銃による死亡者数を半減させることを目指している。 | 家中宏                                     | We are so clearly at a tipping point, because the American public has come together by the millions like never before, based on that common ground, to say, “Enough.” 今こそ転換点なのだ。だって大勢の国民が声を上げている。「もうたくさんだ！」と。 | vol.179 「自分の身は自分で守る」というアメリカの文化 Sputniko!: プレゼンテーションには、衝撃的なデータがたくさん出てきました。毎年900人の子どもたちが親の銃でみずから命を絶っているとか、すごく切ないと思いながら見ました。 Joiさんはアメリカでの生活が長いですが、銃を見たことや、危険な目にあったことはありますか？ Joi: シカゴでDJをしていたころ、お店のスタッフは、ほとんどが銃を持っていました。お店の向いはレゲエバーでしたが、ある日、並んでいた人たちが、AK-47で襲撃されたこともありました。また、うちのお店でも、人が撃たれたりしています。 また、僕も何度か、銃のトレーニングの学校に通ったことがあります。警察のトレーナーとか、FBIとか、そういう人たちがたくさん通う、まじめなトレーニング場でしたが、僕の先生は「とにかく必ず銃を持って歩け」と言っていました。その理由は、「（広大な）アメリカでは、警察がいない場合もたくさんある。トレーニングを受けたあなたが銃を持っていることによって、アメリカは安全になる」というものでした。かつてのアメリカ、フロンティアの時代には、「自分たちの身は、自分たちで守る」必要がありました。こうしたことから、銃の所持は、憲法にも権利として書き込まれているくらい、アメリカの深い文化の一部になっています。 Sputniko!: 銃を持たないのが当たり前の国から見ると、なかなか理解しがたいところもありますが、アメリカは「自分の身は自分で守る」という意識が強い。そこがすごく独特だな、と思います。1年くらい前、「MITの近くで銃撃があった」と注意を促すメールが来ました。そのメールが来たとき、銃撃があったことにもショックでしたが、銃を持った相手に対面したら、普通なら逃げるとか、静かにしているイメージですが、そのメールには「武器を使って応戦せよ」と書いてあって、「アメリカに来たんだな」と感じました。 |
| 11月24日              | 11月28日          | タリバンに隠れて学校をつくる                           | How I stopped the Taliban from shutting down my school                 | タリバンと闘い 学校をつくる                                    | サキーナ・ヤクービ             | 教育者 アフガニスタン・ヘラート生まれ。1970年代にアメリカに渡り、カリフォルニア州のパシフィック大学で生物学を学ぶ。ロマリンダ大学で公衆衛生学の修士号を取得後、ミシガン州のデートル大学で教授となる。1995年にアフガニスタン教育協会を創立。2016年、Harold W. McGraw Prize in Educationを受賞。 | 久保田民絵                                 | When you educate people, they are going to be different. 教育を施せば人は変わるのです。 | vol.180 女性たちを変えた教育、それは男性にも必要 Sputniko!: とても知的で、ウィットがあって、強い意志と使命感のあるヤクービさんは、もっとも尊敬する女性のひとりです。 Joi: がんばって自分の家族もアメリカに連れて行って、ようやく安全になって、でもそこからまた、祖国アフガニスタンに戻っていくという勇気。その勇気はどこからわいてくるのだろう、やっぱりすごいな、と思いました。 Sputniko!: すごいですよね、あの勇気。 Joi: プレゼンテーションの最後のほうで彼女は、「男性も変えなきゃいけない」という話をしていましたが、僕はその彼女の指摘に本当に感心しました。 Sputniko!: 「女性ががんばるだけでなくて、男性の意識も変わっていかないといけない。そうじゃないと世界は動かない」という彼女のメッセージは、アフガニスタンだけでなく、日本社会をはじめ世界中に通じるメッセージではないかと思います。 |
| 12月01日              | 12月05日          | 数学による愛の必勝法                                   | The mathematics of love                                                | 愛の方程式                                                     | ハンナ・フライ                 | 数学者 ユニバーシティ・カレッジ・ロンドン講師。2011年、ユニバーシティ・カレッジ・ロンドンで博士号取得。数学界で話題のユニークな論文をテレビ番組やインターネット上の動画で解説するなど、人気の数学者。著書に、The Mathematics of Love: Patterns, Proofs and the Search for the Ultimate Equationなど。 | 藤田昌代                                   | I believe that mathematics is so powerful that it has the potential to offer us a new way of looking at almost anything, even something as mysterious as love. 数学にはとてつもない力があり、ほぼすべての事象に対して新たな見方を提示してくれます。たとえそれが「愛」というミステリアスなものであっても。                                                                                 | vol.181 数学による愛の必勝法 そのおもしろさと限界 Sputniko!: プレゼンテーションで3つの恋愛必勝法が紹介されました。Joiさんはどの必勝法が気になりましたか？ Joi: 僕は1つ目のオンライン・デートの話がいちばんおもしろかったです。オンライン・デートでああいう結果が出てるのはすごく興味深いです。 Sputniko!: 「ユニークな人がモテる」という。 Joi: うん。おもしろいですよね。 Sputniko!: 2つ目の必勝法の「最適停止理論」、最初から37パーセントにはNOと言って、それ以降に出会うベストな人を選ぶというのはちょっと……。 Joi: 統計学はすごく難しくて、「統計的に○○だ」というものを実際に自分に当てはめるのって、実はけっこう難しいのではないかと思います。 Sputniko!: そうですね。恋愛というのは「自分の気持ちがどこに向かっているか？」「自分がどれだけ信じてるか？」などで結果が変わることもあります。恋愛に数式を当てはめるより、もう少し、気持ちだったり、タイミングだったり、そういうことを大事に考えてもいいのではないかというふうに思います。 Joi: 僕もそう思います。 Sputniko!: それはともかく、この恋愛の数学のプレゼンテーションをちょっと参考にしてみるのも、おもしろいかもしれません。 |
| 12月08日              | 12月12日          | 心にも応急手当てが必要だ                               | Why we all need to practice emotional first aid                        | 心にも応急手当てが必要な理由                                   | ガイ・ウィンチ                 | 心理学者 心理学者。1991年、ニューヨーク大学で臨床心理学の博士号を取得。1992年にマンハッタンで開業、以後セラピストとして心の治療を行っている。著書にEmotional First Aid（邦題「NYの人気セラピストが教える 自分で心を手当てする方法」）などがある。 | 永井誠                                     | I believe our quality of life could rise dramatically if we all began practicing emotional hygiene. みんなが心のケアをするようになれば、劇的に生活の質が上がると思います。 | vol.182 MITの学生たちの心のケア Sputniko!: プレゼンテーションを見ていて、「心の傷は見えないけれど、切り傷にばんそうこうを貼るように、すぐに手当てすることが大事」という話にハッとさせられました。ところで、JoiさんはMITで学生たちに心のケアをしていますよね？ Joi: クリスマスから年末年始にかけては、さびしそうな学生も増えてきますから、行くところのない学生たちを全員集めて、ぼくの自宅でパーティーをします。テークアウトの料理とかでね。MITには世界中から「今まで1番だった学生たち」が集まってきます。すると、自分が必ずしも1番ではなくなってしまうので、落ち込んでしまう学生が結構多いですね。 Sputniko!: わたしも学生の指導をしていると、作品に対する指導より、メンタル面の指導が多くなることがあります。本当に優秀で、能力も高いのに、批判に弱いというか……新しいものをつくったり、新しい考え方を提示するときには、批判を受けるのは当然です。でもそれが怖くて発表できないという学生がとても多いので、「ちゃんと心を強く持つんだよ」と伝えます。そういう指導が、学生指導の7割くらいを占めますね。 |
| (12月15日)            | (12月0日)         | 未来の“デジタル農業”                                   |                                                                        |                                                                |                                | |                                            | | |
| (12月22日)            | (12月26日)        | 宇宙について考える                                     |                                                                        |                                                                |                                | |                                            | | |
| (12月29日)            | (12月0日)         | 生みの親が語る“フラクタル”入門                         |                                                                        |                                                                |                                | |                                            | | |
| (01月05日)            | (01月09日)        | アメリカに銃規制を                                     |                                                                        |                                                                |                                | |                                            | | |
| 01月12日              | 01月16日          | 笑いで偏見をなくしたい                                 | A Saudi, an Indian and an Iranian walk into a Qatari bar …             | サウジアラビア人とインド人とイラン人、カタールの飲み屋で語～る | マズ・ジョブラニ               | コメディアン イラン系アメリカ人のコメディアン。イランに生まれ、6歳で家族とともにアメリカに移住。エディー・マーフィーにあこがれてお笑いの道を目指す。テレビドラマ「24」や映画「ザ・インタープリター」に出演するなど、俳優としても活躍。 | 最上嗣生                                   | Even if I’m there with my friend named Jack, I say, “Greetings, Jack. Salutations, Jack.” Never “Hi, Jack.” 相手の名前がジャックの場合は「こんにちは、ジャック」。「ハイ、ジャック」はダメ。 | vol.183 笑いには、力がある Sputniko!: 飛行機の中で「Hi Jack!」と呼べないとか、すごくおもしろいけれど、切ないですね。でも、こんなふうに、いろいろな社会問題をユーモアの力で笑い飛ばしながら浮き彫りにするのって、なかなか有効な手段ですね。 Joi: メディアラボでも、コメディーというものを「社会的に聞いてもらうことが難しい情報のインターフェイス」としてとらえ、研究テーマにしてきたのですが、実はそれは、難しい情報を伝えるという、まさにスプちゃんがやっている仕事でもあるんじゃないかな？ Sputniko!: やっぱりわたしも、自分の活動でも研究室の活動でも、何かメッセージがあるとき、問題提起したいときは、ユーモアを大事にしたいです。ユーモアの力って、すごく有効だと思うんです。本当に「笑いには力がある」と思っているので、Joiさん、今年もたくさん笑いのあふれる1年にしたいですね。 |
| 01月12日              | 01月16日          | 笑いで偏見をなくしたい                                 | Did you hear the one about the Iranian-American?                       | イラン系アメリカ人の“あるある”ネタ                             | マズ・ジョブラニ               | コメディアン イラン系アメリカ人のコメディアン。イランに生まれ、6歳で家族とともにアメリカに移住。エディー・マーフィーにあこがれてお笑いの道を目指す。テレビドラマ「24」や映画「ザ・インタープリター」に出演するなど、俳優としても活躍。 | 最上嗣生                                   | I try, with my stand-up, to break stereotypes, present Middle Easterners in a positive light, Muslims in a positive light, and I hope that in the coming years, more film and television programs come out of Hollywood presenting us in a positive light. お笑いを通して、中東の人やイスラム教徒のイメージをよくしたい。ハリウッド映画やドラマでの描かれ方がよくなることを願っています。 | vol.183 アジア人が白いシャツと黒いパンツを着ていたら Sputniko!: すごくおもしろかったですね。中東系の人でないと言えないような、自虐ネタが満載でした。 Joi: 僕もずっと中東に住んでいたので、実は彼と同じように、ドバイでよく変な目にあってました。ドバイのレストランやホテルのスタッフは、ほとんどがアジア人で、白いシャツと黒いパンツの人が多い。 Sputniko!: 従業員の格好が？ Joi: そうそう。で、僕もよくそういう格好をしてたから、空港のラウンジとかで従業員に間違えられるんです。「お水ちょうだい」とか「小さいお皿ない？」とか頼まれて、断るのもちょっと面倒くさいから、ついつい持っていったりして……。 Sputniko!: 持っていってたんですか？（笑） |
| 01月19日              | 01月23日          | がらくたから家をつくる                                 | Creative houses from reclaimed stuff                                   | ゴミから生まれる夢の家                                         | ダン・フィリップス             | 建築デザイナー アメリカ・テキサス州を本拠地として活躍する建築デザイナー。ダンスのインストラクターとしてのキャリアを経て、20年ほど前からゴミや廃材を利用した家づくりを行っている。その一風変わった家づくりは話題を呼び、アメリカだけでなく、ドイツやイタリアなど各国のメディアでも取り上げられている。 | 中博史                                     | What we need to do is reconnect with who we really are, and that’s thrilling indeed. 人間の本質に立ち戻りましょう。それは本当にワクワクすることだから。 | vol.184 クローズドループの哲学 Sputniko!: なかなか濃いキャラの方のプレゼンテーションでした。最初、「建築の話や、大工さん、職人さん系の話をするのかな」と思っていたら、突然哲学的な話が出てきたりして、とてもユニークなプレゼンテーションだったと思います。 Joi: 僕は彼にとても賛同します。というのも、アメリカも日本も、「ゴミをぜんぶ捨てちゃう文化」になってきていると思います。これってたぶん、環境にいちばん悪いシステムなんです。彼が言ってるように、余ったものとか、僕らがゴミと思っているものって、実はみんな使えるわけです。 Sputniko!: ビールの缶とか、お家に飾ったりしてみたいですか？ Joi: 彼の提案は「新しいものではなく、古いパーツを使う。それらをうまく集める。どうにかして修理して使いつづける」というクローズドループです。そういう哲学を、もっと僕らも、生活に取り込む必要があるんじゃないかな。そういう哲学は、もう少し反映させたほうがいいかな、という気がします。 |
| 01月26日              | 01月30日          | “2つのアメリカ”の衝突                                  | A tale of two Americas. And the mini-mart where they collided          | 2つのアメリカの物語                                            | アナンド・ギリダラダス         | 作家 1981年、アメリカ・オハイオ州生まれ。ニューヨークタイムズなどでコラムニストとして活躍する作家。インド移民の2世という立場から、現代アメリカ社会を独自の視点で取材している。2014年に発表したノンフィクションThe True Americanでは、9.11同時多発テロの直後に起きたイスラム教徒への銃撃事件を取り上げ、大きな反響を呼んだ。 | 竹内栄治                                   | The moral challenge of my generation, I believe, is to reacquaint these two Americas, to choose union over secession once again. 私たちの世代に課された倫理的課題は、分裂した2つのアメリカを、再び結束させることではないでしょうか。 | vol.185 人種差別や憎しみをどう乗り越えるか Sputniko!: ショットガンで撃たれたにもかかわらず犯人を許すという、信じられないような実話でした。ほんとうにすごいストーリーでした。 Joi: 9.11以降に始まったアメリカのイスラムに対する差別で実際に起きた事件。その加害者と被害者、政治的にも文化的にもまったく逆の立場の2人が、やがて許しあい、助け合うほど近づいてしまうというストーリー。世界中に摩擦が起きているなかで、希望を持たせてくれる、いい話だと感じました。 |
| 02月02日              | 02月06日          | 仮想通貨“ビットコイン”とお金の未来                     | The future of money                                                    | お金の未来                                                     | ネハ・ナルラ                   | MITデジタル通貨イニシアチブ研究部長 2003年、ダートマス大学卒業。2015年、マサチューセッツ工科大学(MIT)で、コンピューターサイエンスの博士号取得。ビットコインをはじめとする仮想通貨の技術や応用法を研究するMITメディアラボの研究グループ「デジタル通貨イニシアチブ」の研究部長。 | 慶長佑香                                   | Programmable money democratizes money. And because of this, things are going to change and unfold in ways that we can’t even predict. 「プログラム可能な通貨」は、お金を「民主化」します。そして、いろいろなことが私たちの想像を超える変化を遂げるでしょう。 | vol.186 仮想通貨がもたらす未来 Sputniko!: いま話題のビットコインについてのプレゼンテーションでした。Joiさんもビットコインに注目してますね。 Joi: インターネットがメディア業界を大きく変えてしまったのと同じように、「ビットコインが金融業界を革命的に変えるのではないか」という気がします。 Sputniko!: 銀行を介さず、直接的な信頼で資産をやりとりする。そのネットワークは、とてもセキュリティーの高いものになっている。──そういうお話が印象的でした。 Joi: たしかにそのシステムはとてもセキュアです。ただ、暗号鍵を持っている財布は、自分のパソコンや携帯電話の中に入っています。それを盗まれたりなくしてしまうと、その仮想通貨はまったくなくなってしまいます。そういう意味では、現金のように、自己管理になってしまうのが特徴だと思います。 Sputniko!: インターネットが台頭して、メディアや広告業界がガラッと変わったように、銀行や金融業界がガラッと変わってしまう可能性もありますね。「資本主義のあり方がまったく変わってしまうかも」という気がして、すごくワクワクするし、「どうなるんだろう？」と思います。 Joi: 世界の半分以上の人は銀行口座を持てない状況になっています。そういう人たちにとっては、銀行口座が要らなくなるどころか、今までできなかったビジネスができるようになるでしょう。いまは想像できないくらい金融とビジネスは変わるのではないかと思います。 |
| 02月09日              | 02月13日          | よりよい刑事司法制度のために                           | A prosecutor’s vision for a better justice system                      | 検察官が思い描く より良い司法制度                              | アダム・フォス                 | 検察官 コロンビアに生まれ、幼いころアメリカ・ボストンの白人家庭に養子として引き取られる。ボストンで検察官として8年間、主に少年犯罪を担当。ＴＥＤの舞台に立った2か月後、若手検察官を指導する非営利団体Prosecutor Impactを設立。 | 髙階俊嗣                                   | When we talk about criminal justice reform, we, as a society, focus on three things. We complain, we tweet, we protest about the police, about sentencing laws, and about prison. We rarely, if ever, talk about the prosecutor. 刑事司法制度の改革について語るときに、人々の語ること。それは3つのこと。「警察」と「刑法」と「刑務所」です。めったに話題にならないのが……「検察官」。      | vol.187 犯罪歴による差別と世界一多い刑務所 Sputniko!: フォスさんは、すごく長いドレッドヘアのユニークなビジュアルで、最初は「検察官なの、この人？」という印象を受けました。プレゼンの最初に「若気の至りがあった人、手を挙げて」と、話に引き込んでいくのがうまいと思いました。 フォスさんは、青年クリストファーの将来の可能性にかけて、「刑務所に入れない」という決断をしたわけですね。 Joi: 本当にすばらしいストーリーでした。 いまはMITメディアラボのフェロー（特別研究員）になっているシャカ・センゴールは、19年間刑務所に入っていたのですが、出所して数年たったころ、僕と出会いました。その後メディアラボのフェローになって、リーダーシップが認められ表彰もされました。でも、犯罪歴があるためアパートを借りられない。アメリカでは、一度でも刑務所に入ると、社会的な復帰はほぼ不可能になってしまうんです。 この背景には歴史があります。ドラッグを潰すために、アメリカにはTough on Crime（犯罪に厳しく）という方針がありました。そのため、刑務所の数も世界一多いです。 ただ、「なんとかしなければいけない」「刑務所に必要なお金が州によっては教育にかけるお金を超えているのは経済的にも問題だ」ということで、「刑務所の数とシステムを変えよう」というムーブメントが2年くらい前から起きています。やっといい方向に動きはじめた気がします。 |
| 02月16日              | 02月20日          | “うそ”についての深～い話                               | Can you really tell if a kid is lying                                  | 子どものウソを見抜けるか？                                     | カン・リー                     | 心理学者 中国出身。カナダのニューブランズウィック大学で博士号を取得。アメリカ・カリフォルニア大学サンディエゴ校などを経て、現在はカナダのトロント大学教授。 | 荻野晴朗                                   | This is the real Pinocchio effect. When people lie, the facial blood flow on the cheeks decreases, and the facial blood flow on the nose increases. 現実に起きている「ピノキオ効果」です。嘘をつくと、頬の血流が減って、鼻の血流が増えることがわかったんです。 | vol.188 嘘をつくことの大切さ Sputniko!: 2人の子どもの動画が出てきました。私は、女の子が「No」と言ったとき、目がカッと見開いたところで、「あれ? なにか嘘をついてるかも」と思いました。 Joi: どちらかと言うと彼女の方がまじめそうな顔しているから、「それっぽくない方が、実は嘘ついてる」ということで、嘘をついてるのは彼女のほうかな、と思いました。 Sputniko!: 嘘を見破るのもなかなか大変だと、よくわかるプレゼンテーションでした。でも「子どもが嘘をつけるようになった」というのは、社会の一員として成長している証拠なんですね。 Joi: 実際に自然界では、ヒョウの柄もそうですが、敵に真実を知らせないことによって、進化してきているわけです。人間たちの間でも、たとえば社交辞令で「ああ今日もすてきだね」とか、そういう褒め言葉も、多少は嘘だったりします。だから嘘は必ずしも悪いことではないし、「嘘がないと動かないこと」って、実はたくさんあるのではないでしょうか。 |
| 02月16日              | 02月20日          | “うそ”についての深～い話                               | Don't eat the marshmallow!                                             | マシュマロは まだ食べちゃダメ！                                | ホアキム・デ・ポサダ           | ビジネスコンサルタント 南米を中心に世界各国で活躍したビジネスコンサルタント。2015年逝去。 | 岩崎ひろし                                 | That child already, at four, understood the most important principle for success, which is the ability to delay gratification. そういう子は、4歳にしてすでに成功するための原則を理解していると言えます。それは目先の欲求を我慢する能力です。 | vol.188 最初についた嘘の記憶 Sputniko!: 子どもたち、すごくかわいかったですね。あんなに一生懸命、嘘をつこうとして。 Joi: 嘘といえば、スプちゃんは自分が最初についた嘘を覚えている? Sputniko!: 2歳くらいのときだと思います。ボードを持った先生から「好きな食べ物はなに？」と聞かれたんです。そのボードには、魚や野菜の絵は「いい食べ物」のほうに、チョコレートは「悪い食べ物」のほうに描いてあったから、「さかな！」と答えました。「大人が求めてる答えはこっちだろうな」と思って答えたのを覚えてます。その記憶が、たぶん私が最初についた嘘だと思います。 Joi: へぇ〜。 |
| 02月23日              | 02月27日          | ゲノム研究最前線                                       | How to read the genome and build a human being                         | ゲノムを解読し ヒトを生み出す                                  | リッカルド・サバティーニ       | 研究者 1981年、イタリア生まれ。トリエステ大学で理論物理学の修士号取得。国際高等応用研究学校(SISSA)で博士号取得。現在はアメリカ・サンフランシスコを拠点に活動する。 | 山本善寿                                   | So in the first approximation, if I can list the number of atoms that compose a human being, I can build it. そこで、考えた。「人体を構成する原子を理解すれば、人間を組み立てられるかも」 | vol.189 デジタル×バイオがもたらす可能性 Sputniko!: バイオテクノロジーがテーマのプレゼンテーションでした。Joiさんも、よくバイオの話をしてますね。 Joi: メディアラボでは最近、"Bio is the new digital."とよく言っています。デジタルと同じように、バイオのことは、専門家たちだけでなく、僕たちみんなが知らなければいけない。バイオは世の中をこれからとても大きく変える重要な分野だと思います。 Sputniko!: プレゼンテーションでは、クレイグ・ベンターさんがステージに出てくると思いきや大量の本が出てきたり、ゲノム情報の膨大さをとても工夫した見せ方で表現していたのが強く印象に残りました。私は知らなかったので、すごく驚いたのが、ゲノム情報から精密に顔のシミュレーションができるということです。 Joi: 僕もけっこうびっくりしました。たぶん、いま伸びている機械学習や人工知能と、バイオの分野をかけ合わせることで、こういう新しいこと、今までできなかったことがたくさんできるようになってくると思います。 Sputniko!: Joiさんは、自分のゲノム情報をインターネット上に公開しましたね。 Joi: そうです。Personal Genome Projectといって、研究者たちが使えるデータをフリーで提供することで、いろいろな病気の研究を進展させようという取り組みがあります。「データベースの中に日本人のゲノムはとても少ない」と言われたので、ぜひ研究者たちに使ってもらいたいと思って公開しました。 Sputniko!: ゲノム情報にはプライバシーに関わることも結構入っています。怖くなかったですか？ Joi: いまやコップについた唾液からゲノム解析できてしまうし、ゲノム解析のコストがどんどん下がって、数百ドルでできるようになってますから、まあ、あまり心配してもしかたないと考えています。 |
| 03月02日              | 03月06日          | 未来のアート鑑賞法                                     | Every piece of art you’ve ever wanted to see - up close and searchable | いつでもどこでも芸術鑑賞                                       | アミット・スード               | グーグル アート＆カルチャー統括責任者 インド生まれ。ムンバイのシデナム・カレッジで商業の学士号取得後、INSEADでMBA取得。2007年からグーグルのアートプロジェクトを率いる。 | 関雄                                       | Take out your phones, take out your computers, go visit museums. 携帯電話やパソコンで、美術館を訪ねてください。 | vol.190 人工知能によるキュレーションの可能性 Sputniko!: 今日のテーマは「アート鑑賞の未来」でした。 Joi: スプちゃんはアミット・スードと面識があるんだよね？ Sputniko!: そうなんです。アミットさんとは、アーティストやキュレーターたちを交えて一緒に食事をしたことがあります。その時も、今回のプレゼンテーションのような話を熱く語ってくれました。今回のプレゼンでは、膨大な量のデータを一気にパフォーマンス的に見せていて、壮大というか、とてもパワーを感じました。 Joi: たしかにパワーを感じます。ただ、美術館のデータを集めることは僕もずいぶんやってきたし、機械学習のトレンドにしても、これまでの延長のような印象を受けました。 Sputniko!: 展覧会に足を運ばなくても、家の中で世界中の工芸品や名画を鑑賞できるというのは、ある意味、大きなステップではないでしょうか。また、人間ではなく人工知能がキュレーションすることで、これまでだれも気付かなかった作品の関係性や文脈の結びつきを提示してくれる可能性も感じました。 デジタル社会における「情報」と「本物」 Joi: 美術館に行ったことがない人に、「これで美術館に行かなくてもいい」と思われては困ります。「美術館に行きたい」と思ってほしいです。「本物」と「情報」には、「泳ぐこと」と「泳ぐ映像を見ること」くらい、大きな違いがあります。僕は撮影した名刺のデータを読み取って保存するアプリを使っていますが、大事な人の名刺は、データを保存しても、なかなか捨てられません。「本物」には「情報」以上の価値がある気がするからです。これからの社会ではどんどん「本物」が大事になっていくと思います。今回のプレゼンに出てきたツールが、それに貢献するといいなと思いました。 Sputniko!: このツールを使って新しいアートの理解が生まれたらおもしろいですね。 |
| 03月09日              | 03月13日          | ＡＲはここまで来た！                                   | A futuristic vision of the age of holograms                            | バーチャル技術の未来                                           | アレックス・キップマン         | マイクロソフト 技術者 ブラジル生まれ。2001年、アメリカ・ニューヨーク州のロチェスター工科大学卒業後、マイクロソフトに入社。ゲーム機の開発などに携わる。 | 石上裕一                                   | Devices like this will bring 3D holographic content right into our world, enhancing the way we experience life beyond our ordinary range of perceptions. これを使うと、現実空間に3Dホログラムが現れます。現実が拡張され、より豊かな体験が可能になります。 | vol.191 AR（拡張現実）とVR（仮想現実） Joi:今回のプレゼンテーションはAR（拡張現実）技術がテーマでした。 Sputniko!: AR技術で火星のような惑星を探索できるようになるとか、すごく夢のあるテクノロジーだと思いました。 Joi: 先日、メディアラボのビルで、ARとVR（仮想現実）のワークショップがありました。たくさんのプロジェクトに850人もの人が集って、5つのフロアがいっぱいになりました。昔は一部の人しか開発できなかったARやVRですが、今は開発ツールがよくなって、たくさんの人がコンテンツをつくっていて、すごくワクワクします。 バーチャル技術の本格的な普及に必要なこと Joi: VRは30年前からあって、エンターテインメントやゲームの分野でどんどん伸びています。一方でARは、VRと比べて酔わないし、まわりの環境が見えるし、複数の人間でコラボレーションできます。だから「VRよりARのほうが使えるのでは」「ARのほうが先に実用化・普及が進むのでは」という説もあります。 僕にとっては今回が3回目のバーチャルブームで、「今回こそ大きく普及するのではないか」と思っています。ただ、ディスプレイやメガネが大きかったり、デザイン的にちょっとかっこわるくて、「研究所では使っても、普通の人は日常的に使わないのでは？」という気がしませんか？ Sputniko!: ちょっと勇気が必要ですよね、ヘッドセットを使ってデートに行ったりするのは。 Joi: やっぱりそういう課題をクリアしないと本格的に普及しない気がします。だからそこを頑張ってほしいなと思います。 |
| (03月16日)            | (03月20日)        | 笑いで偏見をなくしたい                                 |                                                                        |                                                                |                                | |                                            | | |
| 03月23日              | 03月27日          | “イグ・ノーベル賞”の舞台裏                             | A science award that makes you laugh, then think                       | 人を笑わせ 考えさせる研究 ～イグ・ノーベル賞～                 | マーク・エイブラハムズ         | イグ・ノーベル賞創設者 アメリカの科学雑誌Annals of Improbable Researchの編集者。1991年に、「人々を笑わせ、そして考えさせる」研究を表彰するイグ・ノーベル賞を創設。毎年秋に行われる授賞式では、自ら司会もつとめる。 | 山内健嗣                                   | It’s very simple. It’s that you’ve done something that makes people laugh and then think. 極めてシンプルな基準です。「人を笑わせ、そして考えさせる」業績であること。 | vol.192 研究と「パッション」 Sputniko!: 私は経済学者のポール・クルーグマンにブラをかぶせていたシーンに、声を出して笑ってしまいました。Joiさんはどうでしたか？ Joi: 前からイグ・ノーベル賞の存在は知っていましたが、ボストンに引っ越してからおよそ5年、MITやハーバード大学の研究者と一緒にいることが多く、今回のプレゼンには研究者の独特なユーモアがしみ出ていると感じました。 Sputniko!: 研究やアートの分野では、たくさんの人がいろいろなアイデアを持つことがあると思います。ただ、そういうアイデアを実際に実践まで持っていく人や、本当に作品にしてしまう人は、なかなかレアな存在です。そういうパッションというのは、とても大事かもしれないですね。 Joi: うん。やはり研究においては、「パッションで最後まで持っていく」というのが、いちばん重要ですね。 |
| 03月30日              | 04月03日          | 映像技術のこれまでとこれから                           | The magic ingredient that brings Pixar movies to life                  | アニメに命を吹き込む 魔法のレシピ                              | ダニエル・ファインバーグ       | アニメーション撮影監督 ハーバード大学卒業後、アメリカの大手アニメーションスタジオに入社。映画「トイ・ストーリー2」や「ファインディング・ニモ」など、数々の世界的ヒット作を手がける。 | 野一祐子                                   | We use math, science, and code to create these amazing worlds. We use storytelling and art to bring them to life. 私たちは数学や科学で驚くべき世界をつくり出し、ストーリーやアートで命を吹き込みます。 | vol.193 技術者兼アーティストの創造力 Sputniko!: 今回のスピーカーと同じように、私もアートとプログラミングが好きな子どもだったので、けっこう共感しました。Joiさんはどう思いましたか？ Joi: 彼女には、アーティストと技術者が一緒になっているという特徴がすごく出ていました。コンピューターグラフィックスやビデオゲームの世界ではよくいるタイプの人で、こういう人たちによって、すごいスピードで技術が進歩しています。メディアラボも、スプちゃんみたいな「両方できる人」を中心に、一生懸命がんばっています。 プレゼンに出てきた映像もすごくおもしろかったですが、技術が進化して少し時間がたつと、メディアの表現が変わります。ですから、映画の表現がこれからどういうふうに変わるか、本当に楽しみにしています。 |
| 03月30日              | 04月03日          | 映像技術のこれまでとこれから                           | A cinematic journey through visual effects                             | 視覚効果でたどる映画史                                         | ドン・リービー                 | フィルム・コンサルタント デンバー大学卒業。アメリカの大手映画会社で経営管理やマーケティング、広報などに携わる。2012年にフィルム・コンサルタントとして独立。ボストン大学でエンターテインメント・マーケティングについて授業も持つ。 | 小形満                                     | Motion pictures are themselves an illusion of life, produced by the sequential projection of still frames. そもそも動画とは、静止画を連続投影して生み出した幻影です。 | vol.193 大きく進化したコンピューターグラフィックス Sputniko!: 『2001年宇宙の旅』や『メトロポリス』など、いま見ても決して古さを感じさせない映像表現でした。 Joi: 今回のプレゼンを見て思い出したのは、最初のころのコンピューターグラフィックスは「見ればすぐにコンピューターグラフィックスだとわかった」けれど、『ジュラシック・パーク』では、「コンピューターグラフィックスだとわからないようなコンピューターグラフィックス」になっていたということです。CGの進化を、このプレゼンテーションは見せてくれたと思います。 |

### 2017年度
| 本放送 ＜吹き替え版＞ | 再放送 ＜字幕版＞ | 番組タイトル                       | TED（NHK版）プレゼンテーション                                          | TED（NHK版）プレゼンテーション                            | TED（NHK版）プレゼンテーション | TED（NHK版）プレゼンテーション | TED（NHK版）プレゼンテーション | TED（NHK版）プレゼンテーション | Superview |
| 本放送 ＜吹き替え版＞ | 再放送 ＜字幕版＞ | 番組タイトル                       | 原題                                                                    | 邦題                                                      | スピーカー                     | プロフィール | 吹き替え                       | メッセージ | Superview |
| --------------------- | ----------------- | ---------------------------------- | ----------------------------------------------------------------------- | --------------------------------------------------------- | ------------------------------ | --- | ------------------------------ | --- | --- |
| 04月06日              | 04月08日          | “成功”の秘けつ大公開               | Grit:The power of passion and perseverance                              | やり抜く力が成功の秘けつ                                  | アンジェラ・リー・ダックワース | 心理学者 ペンシルベニア大学教授。ハーバード大学卒業。オックスフォード大学で修士号取得。ペンシルベニア大学で博士号取得。著書Grit:The power of passion and perseverance（邦訳『やり抜く力 GRIT 人生のあらゆる成功を決める「究極の能力」を身につける』）が全米でベストセラーになる。 | 夏川朋子                       | In fact, in our data, grit is usually unrelated or even inversely related to measures of talent. 「やり抜く力」と「才能」は、たいてい無関係で、場合によっては、反比例することもあるんです。 | vol.194 成功の秘けつは、根性? 賢さ? Joi: Gritは、日本語にすると「根性」という意味があると思いますが、アメリカでは、どちらかというと「賢くこなす」ほうが評価されます。ですから「根性が成功につながる」という彼女のプレゼンテーションは、アメリカで話題になったんです。 Sputniko!: Joiさんにとっての「成功」や「幸せ」は、どういうものですか？ Joi: 何かを実現すれば成功というふうには考えていなくて、幸せになることがとても重要だと思っています。成功は幸せとはあまり関係ないかもしれないし、刺激を受けるおもしろい人たちと一緒におもしろいことをするのが、僕にとっての幸せですね。 |
| 04月06日              | 04月08日          | “成功”の秘けつ大公開               | The happy secret to better work                                         | 幸せのメカニズム                                          | ショーン・エイカー             | 作家 ハーバード大学卒業。「ポジティブ心理学」の第一人者。邦訳された著書に、「幸福優位7つの法則 仕事も人生も充実させるハーバード式最新成功理論」がある。 | 篠原孝太朗                     | Your brain at positive is 31 percent more productive than your brain at negative, neutral, or stressed. ポジティブな状態の脳は、ネガティブな状態の脳より、生産性が31%も高くなるんです。 | vol.194 脳をポジティブにする効果 Joi: 今回のプレゼンの最後に出てきた「脳をポジティブにする訓練法」は、とても参考になると思います。 Sputniko!: そうですね。「ポジティブな体験を日記に書く」とか、「感謝のメールを書く」とか、シンプルなのがいいですね。最近でいえば、ソーシャルメディアで「こんな楽しいことがあった」と投稿したり、友達にスタンプを送ったりとか、そうしたことがポジティブなエネルギーを伝染させていくのですね。 Joi: 最近「ハッピーやめい想には医学的な効果がある」という研究が次々と出てきています。プラゼボ効果という、薬効以外の「思い込み」みたいな部分に関する研究は、これまで科学的でないとされてきましたが、最近は「プラセボ自体がとても重要」という研究もずいぶん出てきているんです。 |
| 04月13日              | 04月15日          | 100日間拒絶されて学んだこと        | What I learned from 100 days of rejection                               | 私を変えた「拒絶チャレンジ」                              | ジア・ジアン                   | ブロガー・起業家 中国出身。ビル・ゲイツにあこがれ、10代で渡米。インターネットで「100日間拒絶チャレンジ」のようすを動画で公開し人気を博す。著書に、「拒絶される恐怖を克服するための100日計画」がある。 | 稲垣拓哉                       | When you get rejected in life, when you are facing the next obstacle or next failure, consider the possibilities. 拒絶されたとき、壁にぶつかったとき、失敗したとき、逃げずに、新たな可能性としてとらえてみてください。 | vol.195 ビジネスで拒絶される3つの理由 Sputniko!: ジア・ジアンさんは、「100日間拒絶チャレンジ」をとおして、拒絶されても負けない自分をつくっていきましたが、Joiさんには拒絶された体験はありますか？ Joi: メディアラボでの自分の仕事のなかに、スポンサー企業からのお金集めがありますが、資金を提供していただくためにスポンサーのところへ行ったときに、reject（拒絶）されることがあります。ある人に教えてもらったのですが、スポンサーがrejectする理由は、とくに相手から呼ばれて行った場合には、3つしかないそうです。ひとつは「金額が間違っている」。あるいは「タイミングが悪い」、もしくは「中身が違う」。だからrejectされたときは「3つのうちのどの理由か」ちゃんと聞いてから撤退して、それを修正してから再び出向くようにしています。 |
| 04月20日              | 04月22日          | 迷惑メールとの闘い                 | The agony of trying to unsubscribe                                      | 配信停止の手続きは大変                                    | ジェームズ・ビーチ             | コメディアン 1984年イギリス生まれのコメディアン。2014年、世界的芸術祭「エディンバラ・フェスティバル」で披露した迷惑メールとの対決ネタが地元メディアから大絶賛され、注目を集める。 | 荻沢俊彦                       | So, guys, just remember: if ever you feel weighed down by the bureaucracy and often mundanity of modern life, don’t fight the frustration; let it be the catalyst for whimsy. それで、僕のアドバイス。もし、生活の中で、何かこういうイライラするようなことがあった時は……逆に、それをうまく利用して……遊びにしちゃえば……いいんじゃない。 | vol.196 詐欺師を相手にする人たち Sputniko!: 広告メールの相手とのやりとりでした。ビーチさんはイギリス人コメディアンです。プレゼンテーションではイギリス人らしい皮肉の効いたブラックユーモアが効いてました。 Joi: 419 Eaterというサイトがあって、彼みたいなアーティストたちが詐欺師とやりとりをしています。419 Eaterは、以前から僕もよく見ていました。サイト名に419の数字があるのは、こうした詐欺メールはナイジェリアから届くことが多く、ナイジェリアの法律で419というのが詐欺に対する法律だということに由来します。 Sputniko!: でも、何時間も詐欺師を相手にするのはなかなか大変ですよね。 Joi: 本人たちは記者会見で「自分たちが詐欺師とやりとりしている1時間は、被害者が生まれていない1時間だ」と語っていました。正義の味方のようです。 Sputniko!: なるほど。 |
| 04月20日              | 04月22日          | 迷惑メールとの闘い                 | This is what happens when you reply to spam email                       | 迷惑メールに返信してみた                                  | ジェームズ・ビーチ             | コメディアン 1984年イギリス生まれのコメディアン。2014年、世界的芸術祭「エディンバラ・フェスティバル」で披露した迷惑メールとの対決ネタが地元メディアから大絶賛され、注目を集める。 | 荻沢俊彦                       | And I think any time they’re spending with me is time they’re not spending scamming vulnerable adults out of their savings, right? ヤツらの時間を奪うことで、詐欺犯罪を減らせると思うんですよ。 | vol.196 詐欺、ウイルス、要らない広告 Sputniko!: 本当におもしろいプレゼンテーションでした。ビーチさんの執念がすごい。「迷惑メールもああいう切り口なら、けっこう楽しめるんだな」と思って見てました。 Joi: 送信者とのやりとりが本当におもしろかったですね。送信者のソロモンのほうがだんだん疲れてくる感じも、人間性が出ていておもしろかった。 Sputniko!: そうですね。 Joi: 迷惑メールの種類は大きく3つに分けられると思います。詐欺メール、ウイルスメール、それから要らない広告が届くのも迷惑メールの一種ですね。このプレゼンテーションは、詐欺メールの送信者とのやりとりでした。 |
| 04月27日              | 04月29日          | 忘れられたアメリカの労働者階級     | America's forgotten working class                                       | アメリカの忘れられた労働者階級                            | J・D・バンス                   | 実業家 1984年生まれ。オハイオ州立大学卒業、イェール大学ロースクール修了。貧しい暮らしや両親の離婚などを乗り越えて名門大学を卒業し起業するまでを、失業や貧困にあえぐ地方の白人たちの現状とともに描いた「ヒルビリー・エレジー」が、2016年、全米でベストセラーとなる。 | 拝真之介                       | Working-class kids are much more likely to face what’s called adverse childhood experiences, which is just a famous word... fancy word for childhood trauma. 労働者階級の子は有害な体験が多いということ。要は、子供の頃のトラウマです。 | vol.197 トランプ大統領とアメリカ中西部の白人たち Sputniko!: 今のアメリカ社会の分断がよくわかる、とてもタイムリーで興味深いプレゼンテーションでした。 Joi: 去年のアメリカ大統領選挙で、マスコミは完全に結果を読み違えました。その後「結果を読み間違えたのはどうしてか?」という議論がずいぶん行われました。マスコミは、J･D･バンスが本の中で詳しく書いているようなアメリカ中西部の白人たちについて理解していなかったし、まったく報道していませんでした。その一方で、選挙でトランプ氏は彼らに対してとても強くアピールしていました。彼らの支持がトランプ氏の勝利に大きな影響をもたらしたのではないか、といわれています。 Sputniko!: バンスさんのように、そういう環境を抜け出して成功する人がもっともっと出てくればいいと思いますが、プレゼンテーションを見ていて「やはり具体的な解決策が見えてこないな」という印象を持ってしまいました。 Joi: 最近注目されているこの問題は、バンスさんの本に書いてあるように、昔からある、歴史の長い問題です。教育、経済、保険など、いろいろなシステムで、彼らが被害者になる構造になってしまっています。選挙のときにトランプ氏は、彼らに対してずいぶんいろんな約束をしました。しかしトランプ大統領の政策を細かく見ると、彼らとの約束を守れる方向に向かっていないのが明らかになってきています。今後さらに彼らが被害者になってしまう可能性は、けっこう高いと思っています。彼らのことは、ずいぶん注目されるようになったし、いろいろな人たちが解決策を模索しているんですけどね。 |
| (05月04日)            | (05月06日)        | “2つのアメリカ”の衝突              |                                                                         |                                                           |                                | |                                | | |
| (05月11日)            | (05月13日)        | 心にも応急手当てが必要だ           |                                                                         |                                                           |                                | |                                | | |
| (05月18日)            | (05月20日)        | よりよい刑事司法制度のために       |                                                                         |                                                           |                                | |                                | | |
| (05月25日)            | (05月27日)        | ＡＲはここまで来た！               |                                                                         |                                                           |                                | |                                | | |
| 06月01日              | 06月03日          | “非暴力”で社会を変える             | Making peace is a marathon                                              | ベイルートマラソン～平和へのかけ橋～                      | メイ・エル・カリル             | ベイルートマラソン創立者 ベイルートマラソン創立者レバノン生まれ。2001年、バスにひかれるという交通事故にあい、2年間入院し36回の手術を受ける。回復後の2003年、ベイルートマラソンを立ち上げる。 | 竹村叔子                       | Through the marathon, we learned that political problems can be overcome. マラソンを通して学んだのは、「政治的問題は乗り越えられる」ということ。 | vol.198 強い意志を持った女性のリーダーシップ Sputniko!: 強い意思を持った女性が、リーダーシップをとって活躍するストーリー。すごくいいお話でした。とても勇気づけられるプレゼンテーションだったと思います。 |
| 06月01日              | 06月03日          | “非暴力”で社会を変える             | The secret to effective nonviolent resistance                           | 戦略的な“非暴力”のススメ                                  | ジャミラ・ラキーブ             | “非暴力行動”研究者 アフガニスタン生まれ。アメリカ・ボストンのシモンズ大学卒業。2002年、アルバート・アインシュタイン研究所の主席研究員に就任。2016年からはMITメディアラボの研究員もつとめる。 | 堀越知恵                       | The greatest hope for humanity lies not in condemning violence but in making violence obsolete. 暴力を非難するのではなく、時代遅れなものにする。人類にとっての最も大きな希望は、そこにあるのです。 | vol.198 “非暴力行動”を“武器”にする研究 Joi: MITメディアラボの研究者でもあるジャミラ・ラキーブによる、日本ではまだあまり話題になっていない“非暴力行動”(nonviolent action)に関するプレゼンテーションでした。彼女は単に非暴力と平和を推薦しているのではありません。「“非暴力行動”を武器にして相手を倒す」という、いまでにないアプローチをしています。 人種差別問題や環境問題などで、積極的にデモなどをすることで、世の中を変えようとしている人たちがいます。こうした「世の中の変え方」をサポートする研究は、いろいろなところで行われています。そのなかでもジャミラ・ラキーブがメディアラボで行っている研究は、とても注目されています。 |
| 06月08日              | 06月10日          | 人工知能は雇用を奪うのか           | Will automation take away all our jobs?                                 | 機械に仕事は奪われる？                                    | デビッド・オーター             | 経済学者 マサチューセッツ工科大学経済学部教授。1989年、タフツ大学卒業。ハーバード大学ケネディースクールで修士号および博士号取得。 | 小形満                         | As our tools improve, technology magnifies our leverage and increases the importance of our expertise and our judgment and our creativity. 自動化が進めば、人間の影響力も強くなります。人間が持つ専門知識や判断力、創造性が、より重要になってくるのです。 | vol.199 人工知能 VS クリエイティブな人間 Sputniko!: とても興味深いプレゼンテーションでした。「人工知能が人間の労働を奪うかもしれない」という懸念は、いま、世界中で熱く議論されているトピックですね。 Joi: とくにアメリカは失業率が高くて、それによる社会的な問題が起き続けているので、「人工知能がどのように職業に影響を与えるか？」という議論は、とても注目されています。 Sputniko!: これまで人間がやってきた暗記や計算を、これから人工知能がやるようになるとするなら、いまは「本当に知性のある人間とは、どんな人間か」を教育する側がしっかりと考えるいいチャンスと捉えるべきかもしれません。 Joi: 知識の集積のような機械にもできるようなことは、試験や成績ではかりやすいです。一方で、クリエイティビティーや熱意というのは、なかなかテストではかることができません。「人間をはかって出世させる」というこれまでのシステムを根本的に変えないと、クリエイティブな人間をつくることはできません。そこを変えていかなければいけないと思っています。 |
| 06月15日              | 06月17日          | 現代アメリカの人種問題             | How to raise a black son in America                                     | アメリカで黒人の息子を育てるには                          | クリント・スミス               | 詩人 デビッドソン大学英文科卒。高校の英語教師などを経て、2016年に詩集Counting Descentを発表、一躍注目を集める。 | 大泊貴揮                       | I want to live in a world where my son will not be presumed guilty the moment he is born, where a toy in his hand isn’t mistaken for anything other than a toy. 私は、自分の息子が偏見を持たれず、安全に遊べる世の中、おもちゃがおもちゃ以外のものと勘違いされない世の中を望む。 | vol.200 “無自覚な差別”をなくすには Sputniko!: とてもストレートで、胸にささるプレゼンでした。「implicit bias（無自覚な差別）が、どれほど黒人の子どもたちを危険にさらしているか」という話が出てきました。 Joi: トランプ大統領が選挙期間中に女性や黒人に対する差別的な発言をたくさんしたことで、アメリカではいま、これまで見えにくかった差別もどんどん表に出てきています。差別する側はどんどん発言しているし、差別される側もデモなどをして、議論が起きて、摩擦も生じています。しかしある研究によると「大学で黒人と白人が一緒に過ごすだけで、差別的な気持ちがなくなっていく」ということです。いい気持ちで一緒に過ごすことや、友だちになったりすることが、いちばん建設的な解決法かもしれません。 |
| 06月15日              | 06月17日          | 現代アメリカの人種問題             | My road trip through the whitest towns in America                       | アメリカの“白すぎる町”を訪ねて                            | リッチ・ベンジャミン           | ジャーナリスト スタンフォード大学で現代思想・文学の博士号取得。2009年に発表したSearching for Whitopiaで注目を集める。アメリカの新聞「ニューヨークタイムズ」や雑誌「ニューヨーカー」、イギリスの新聞「ガーディアン」などに寄稿する気鋭のジャーナリスト。 | 上田燿司                       | In looking at this, the danger of Whitopia is... that the more segregation we have, the less we can look at and confront conscious and unconscious bias. ホワイトピアの何が危険かというと……社会が、より分離して、それで、偏見と向き合い闘うことが減ってしまうことです。 | vol.200 中立的なジャーナリストの視点 Joi: 本当におもしろいプレゼンでした。なかなか難しいトピックを、ジョークでおもしろく表現していて、とても好感を持ちました。 Sputniko!: そうですね。 Joi: ベンジャミンがホワイトピアの中に入っていって、ジャーナリストの中立的な視点で見て、その経験をこうやってプレゼンできるのは、彼のキャラクターがあってこそだと思います。 |
| 06月22日              | 06月24日          | 巨大恐竜発掘記                     | Hunting for dinosaurs showed me our place in the universe               | 恐竜が人類に教えてくれるもの                              | ケネス・ラコバラ               | 古生物学者 1984年、アメリカ・ローワン大学卒。1998年、デラウェア大学で博士号取得。2015年、ローワン大学地球環境学部長に就任。 | 喜山茂雄                       | Right now, our species is propagating an environmental disaster of geological proportions that is so broad and so severe, it can rightly be called the sixth extinction. Only unlike the dinosaurs, we can see it coming. 今、人間は、大規模で深刻な環境破壊をもたらしています。6度目の大量絶滅が進行中。ただ、恐竜と違って、われわれには予測する能力がある。 | vol.201 マンモスを復活させて生態系を取り戻す Sputniko!: すごくスケールの大きなプレゼンテーションでした。メディアラボでも古生物に関する研究が行われていますね。 Joi: ジョージ・チャーチという遺伝子工学の先生が、メディアでも話題になりましたが、マンモスを復活させる研究をしています。マンモスのDNAをアジア象に組み込んで寒冷地での生息を可能にすることを目指しています。 Sputniko!: ぶっ飛んだ研究のように聞こえますが、生態系にまったく新しい種を生み出すことに対しては、何が起きるかわからない気がして心配になります。 Joi: 確かに、先が読めない部分もたくさんありますが、彼らの議論では、「昔の地球はツンドラにすごく大きな草食動物がいて、海から山に栄養を戻していく重要な役割をしていた。マンモスを復活させることで、もっと自然な生態系に戻せるのではないか」ということです。 |
| (06月29日)            | (07月01日)        | タリバンに隠れて学校をつくる       |                                                                         |                                                           |                                | |                                | | |
| (07月06日)            | (07月08日)        | 未来のアート鑑賞法                 |                                                                         |                                                           |                                | |                                | | |
| 07月13日              | 07月15日          | 男女の格差をなくしたい             | A political party for women's equality                                  | 男女平等を目指す政党                                      | サンディー・トクスビグ         | コメディアン 1958年生まれ。ケンブリッジ大学卒業後、24歳で子ども番組の進行役としてテレビデビュー。その後35年にわたり、トークショーやクイズ番組などで幅広く活躍。2015年、「女性平等党」を設立。 | すずき紀子                     | Equality is better for everyone. 男女平等は、すべての人のためになります。 | vol.202 男女格差に関する世界と日本の現状 Sputniko!: 観客の心をグッとつかむユーモアあふれるトーク。とてもおもしろいプレゼンでした。皮肉たっぷりで、かなり笑ってしまいました。 プレゼンに登場した世界経済フォーラムの「The Global Gender Gap Report 2016」は、経済、教育、政治、保健の4つの分野のデータに基づいた「男女格差指数」を発表しています。 格差が少ない上位4か国は北欧が占めています。トクスビグさんの住んでいるイギリスは20位。日本は144か国のうち111位という、とても残念な結果です。 まずはこういう事実を知ることが重要ですね。そのうえで、この現状を、なんとか変えていけたらと思います。 |
| 07月20日              | 07月22日          | 大ヒットドラマ誕生の舞台裏         | My year of saying yes to everything                                     | 人生を変えた魔法の言葉"イエス"                            | ションダ・ライムズ             | プロデューサー ハリウッドで活躍するテレビドラマのプロデューサー。2005年に脚本とプロデュースを手がけた医療ドラマ「グレイズ・アナトミー」で脚光を浴びる。その後も、政治ドラマ「スキャンダル」や法廷ドラマ「殺人を無罪にする方法」などのヒット作を世に送り出している。 | 林佳代子                       | It’s amazing, the power of one word. “Yes” changed my life. “Yes” changed me. 「イエス」という、たった1つの言葉が、私の人生を変え、私自身を変えました。 | vol.203 「自分に大切なものは何か」を見つめ直す Sputniko!: いま日本でも話題になっているワーク・ライフ・バランスがテーマの、心打たれるプレゼンでした。 彼女のようなビジネス界のスーパースターが、「生きることを楽しむ」とか、「家族や友人、自分のまわりの人を愛して、幸福なつながりの土台をつくることが大切」とか、そんなふうに説くのは、すごく意味のあることだと思いました。 人生を豊かにするには、忙しさを言い訳にせず、自分にとって大切なものは何かをしっかり見つめ直すことが重要なんですね。 |
| (07月27日)            | (07月29日)        | “うそ”についての深～い話           |                                                                         |                                                           |                                | |                                | | |
| (08月03日)            | (08月05日)        | 映像技術のこれまでとこれから       |                                                                         |                                                           |                                | |                                | | |
| 08月10日              | 08月12日          | 発明は暮らしを変える               | A 50-cent microscope that folds like origami                            | 折り紙顕微鏡で世界を救おう                                | マヌ・プラカシュ               | 生物物理学者／スタンフォード大学助教授 インド出身。2008年マサチューセッツ工科大学にて博士号を取得。 紙製で安価に制作できる「折り紙顕微鏡」を考案。世界135カ国の人々に配布し、衛生への意識を高めようと活動している。 | 三好翼                         | All the parts line up because of origami, because of the fact that origami allows us micron-scale precision of optical alignment. 最終的には、すべての要素が折り紙の技術によって合わさります。折り紙がミクロン単位の調整を可能にするんです。 | vol.204 社会のニーズに向き合うことで生まれる発明 このプレゼンから2年後の2014年、プラカシュさんは世界中の人々に折り紙顕微鏡を配布したそうです。「微生物を実際に目にすることで、人々の衛生への意識を高めたい」という熱い思いからです。 Sputniko!: レバーをつけた車椅子にしても、折り紙顕微鏡にしても、社会のニーズに向き合ったことが、シンプルだけど画期的な発明につながったと思います。もし夏休みの宿題に悩んでいるようなら、社会に目を向けてみたらどうでしょうか？ |
| 08月10日              | 08月12日          | 発明は暮らしを変える               | The cheap all-terrain wheelchair                                        | どんな道もらくらく“格安”車椅子                            | エイモス・ウインター           | 機械工学者／マサチューセッツ工科大学准教授 2011年マサチューセッツ工科大学にて博士号を取得。発展途上国の人々の為、舗装されていない道でもらくらく乗れる安価な車椅子 “LFC（the Leveraged Freedom Chair）”を発明した。 LFCは2011年のウォールストリートジャーナルのトップイノベーションの1つに選ばれるなど、注目を集めている。                                                                                    | 三瓶雄樹                       | We can source them anywhere in the world, build the chair anywhere, and most importantly, repair it even out in a village with a local bicycle mechanic who has local tools, knowledge, and parts available. 世界中どこでも、この車椅子を作れます。いちばん重要なのは、田舎でも修理できること。現地の道具やノウハウや部品でね。 | vol.204 画期的な発明を生む “リバース・イノベーション” Sputniko!: なんと今日は、MITのエイモス・ウインター准教授にお越しいただいて、車椅子LFCの乗り方を教えていただきました。本当に簡単に使えるシンプルなデザインの車椅子に驚きました。このような途上国向けの開発に力を入れるのはどうしてですか? Amos Winter: 途上国に注目している理由は、そこに深刻な問題があるからです。数十億人に影響する、生死を分けるような問題なのに、だれも解決策を見い出せていません。だからこそ新しい研究をする意義があるのです。 もう1つの理由は「リバース・イノベーション（逆流的な技術革新）」です。まず途上国向けに低コストで高品質のものを開発します。次にその技術を先進国向けにアレンジして製造します。従来とは逆の流れで商品展開するのです。 Sputniko!: リバース・イノベーション! すばらしいアイデアですね。 |
| 08月17日              | 08月19日          | 究明！頭の中のメカニズム           | How to control someone else's arm with your brain                       | 自分の脳で他人の腕を操る                                  | グレッグ・ゲイジ               | 神経科学者 電気技師として働いた後、ミシガン大学で神経科学を学ぶ。博士号取得。子どもたちが本格的に神経科学を学ぶ機会を増やしたいと、脳の働きを視覚化できる安価な実験キットを開発・販売している。2013年、その活動が評価されホワイトハウスが主催する賞 “Champions of Change” を受賞。 | 荻沢俊彦                       | What if we took this complex equipment that we have for studying the brain and made it simple enough and affordable enough that anyone, an amateur or a high school student, could learn and actually participate in the discovery of neuroscience? And so we did just that. もっとシンプルで安く脳を調べる機器を作れないか。素人とか高校生とか、誰でも神経科学を学べるようにしたい。そして我々は、それを実現しました。 | vol.205 脳の働きを視覚化する実験キット Sputniko!: 神経科学者のグレッグ・ゲイジによる、自前の実験キットを使った驚きのプレゼンテーションでした。 それにしても、プレゼンで見せてくれたように、簡単に脳のシグナルを察知して、誰かの筋肉を動かせるというのは、すごいことだと思いました。 今日は、私たちの頭の中をテーマにした、まったく違うテイストのプレゼンを2本お送りしましたが、人間の脳って本当に奥深いですね。 |
| 08月17日              | 08月19日          | 究明！頭の中のメカニズム           | Inside the mind of a master procrastinator                              | “先延ばし達人”の頭の中                                    | ティム・アーバン               | ブロガー 2004年ハーバード大学卒業。2013年にスタートさせたブログ「Wait But Why」は世界中で大人気となり、毎月平均150万の訪問者数を誇っている。2016年に行ったTEDでのプレゼンテーションは評判をよび、その年のTED人気プレゼンテーション10選に入った。 | 青木崇                         | We need to think about what we’re really procrastinating on, because everyone is procrastinating on something in life. 自分の人生において、自分は何を先延ばししているのか、考える必要があります。 | vol.205 “先延ばし達人”の脳内にいる“ゆるキャラ” Sputniko!:今回のプレゼンのタイトルは“Inside the mind of a master procrastinator”。procrastinator は「先延ばしする人」という意味です。master procrastinator、つまり「先延ばしの達人」による、本当におもしろいプレゼンテーションでした。 なんといってもティム・アーバンが描く“ゆるキャラ”たちが最高でした。Rational Decision Maker（理性的判断マン）とか、Instant gratification Monkey（快楽主義モンキー）とか、Panic Monster（パニックモンスター）とか、ビジュアルもネーミングもすばらしくて、思わず笑ってしまいました！ |
| 08月24日              | 08月26日          | 教育の主役は子どもだ               | "High School Training Ground"                                           | 高校は“訓練場”                                            | マルコム・ロンドン             | 詩人 1998年、アメリカ・シカゴ生まれ。12歳のとき、初めて詩を書く。 2011年、高校3年生のときに出場したシカゴのポエトリー・リーディング大会で優勝。 現在は、ミュージシャンとしても活躍中。 | (なし)                         | This is a training ground to sort out the regulars from the honors, a reoccurring cycle built to recycle the trash of this system. ここは「訓練場」。「普通」と「優等生」を区別して、社会からあぶれたゴミを分別する、再利用のための、仕組み。 | vol.206 子どもたちの可能性を損なうシステム 今日は教育に関するプレゼンを2本お届けしました。2本目は子どもの視点からのプレゼンです。 Sputniko!:ヒップホップのフリースタイルのような、ポエトリー・リーディング式のプレゼンで、とても印象に残りました。 教育システムの中で、リーダーになる者とそれに従う者に分けられ、それが社会の階層をつくるプロセスになっている。そんなマルコムの訴えも、すごく考えさせられるものでした。 固定化した親の価値観や、教育システム自体が、子供たちの未来の可能性を縮めているのではないか?という問題提起は、しっかり受け止めるべきだと思います。子どもたちには、野生の花が育つような環境をつくってあげて、のびのびと育ってほしいですね。 |
| 08月24日              | 08月26日          | 教育の主役は子どもだ               | How to raise successful kids - without over-parenting                   | “成功する子”の育て方                                      | ジュリー・リスコット・ヘイムス | 教育者／作家 1989年スタンフォード大学卒業。1998年から2012年までスタンフォード大学の職員として学生の生活指導に携わる。現在は作家として、著書や講演で子育ての極意を伝えている。2児の母。 | 沢海陽子                       | My job is not to make them become what I would have them become but to support them in becoming their glorious selves. 思い通りにしようとするのが子育てではありません。自分の力でたくましく生きていけるよう導くのが、親の役目なんです。 | vol.206 子どもが自分の力で課題を発見できるように 今日は教育に関するプレゼンを2本お届けしました。1本目は親の視点からのプレゼンです。子育ては盆栽や犬の調教とは違う、子どもに必要なのは愛情であり、お手伝いが成功のもとだとジュリーは指摘します。 Sputniko!:お手伝いは、自分から進んで手の足りないところを見つけて周囲の人に協力することの基本です。家事をやらせることが出世につながるというジュリーさんの言葉に、「なるほど！」と納得しました。 私も学生を指導する立場にあるので、ジュリーさんが言うように、学生たちが自分の力で課題を発見していくような、そんな見守り方を続けていこうと思います。 |
| 08月31日              | 09月02日          | ヨーロッパイスラム系若者たちの苦悩 | What we don't know about Europe's Muslim kids                           | 知られざる ヨーロッパ・イスラム社会                       | ディーヤ・カーン               | ドキュメンタリー映画監督 1977年、パキスタン人の父とアフガニスタン人の母のもとノルウェーで生まれる。 2012年に発表した初監督作品「 Banaz: A Love Story」で国際エミー賞を受賞。2015年にはイスラム過激派組織に参加した人々を追ったドキュメンタリー作品「 JIHAD: A Story of the Others」を公開。話題となった。 | 藤田昌代                       | We are all in this together. And in the long term, revenge and violence will not work against extremists. 私たちは全員、この問題の当事者です。そして、報復や暴力では、過激派は止められない。 | vol.207 自分と違う価値観の人を、どう理解し、受け止めるか Sputniko!: イスラム社会の慣習や、ジハード（聖戦）にまつわる物語。人間の愛と憎しみを描く女性ドキュメンタリー監督が、イスラムの問題に限らず、すべての人に訴えかけるプレゼンでした。とても興味深くて、具体的なエピソードもショッキングでした。 実は私も、父が日本人、母がイギリス人です。2つの文化に触れて育ったので、文化的な背景が違うことで、混乱してしまったり、つらい思いをするというのは、少しわかるような気がします。 ディーヤ・カーンのプレゼンを聞いて、「自分とは違う価値観を持つ人を、どうやって理解していくのか？どうやって受け止めていくのか？」ということが、今、世界の問題を解決するうえで、すごく重要なテーマになっていると、あらためて感じました。 |
| (09月07日)            | (09月09日)        | “成功”の秘けつ大公開               |                                                                         |                                                           |                                | |                                | | |
| (09月14日)            | (09月16日)        | 100日間拒絶されて学んだこと        |                                                                         |                                                           |                                | |                                | | |
| (09月21日)            | (09月23日)        | 迷惑メールとの闘い                 |                                                                         |                                                           |                                | |                                | | |
| (09月28日)            | (09月30日)        | 忘れられたアメリカの労働者階級     |                                                                         |                                                           |                                | |                                | | |
| 10月05日              | 10月07日          | イーロン・マスク 未来を語る（前）  | The future we're building -- and boring                                 | 未来を築く―そして掘り進む 前編                            | イーロン・マスク               | 起業家 世界が注目するカリスマ起業家。1971年南アフリカ生まれ。1989年アメリカに移住。以降、先進的なビジネスを次々と立ち上げる。1998年に起業したX.com、後のペイパルは今では一般的になったオンライン決済の先駆け。2002年にはスペースXを設立、個人のベンチャー企業として初めて宇宙への物資輸送に成功した。また、2003年には電気自動車メーカー テスラを創業し、世界的な企業へと成長させた。                         | 高橋研二                       | We’re trying to dig a hole under LA, and this is to create the beginning of what will hopefully be a 3D network of tunnels to alleviate congestion. 我々は、ロサンゼルスで穴を掘ろうとしているんです。地下トンネル網を造って、交通渋滞を解消したい。 | vol.208 イーロン・マスク率いるテスラは今年7月、400万円を下回る価格で電気自動車の発売を開始。世界の自動車業界に旋風を巻き起こしつつあります。 すでにこの新型モデルにも自動運転機能を搭載。法律の整備など、いくつかの課題は残しているものの、マスクの語るとおり、完全自動運転の車が行き交う時代はもう間近なのかも知れません。 数々の事業を通して、世界を変え続けるカリスマ起業家 イーロン・マスク。次回は、さらに驚くべき構想を披露します。 どうぞ、お楽しみに！ |
| 10月12日              | 10月14日          | イーロン・マスク 未来を語る（後）  | The future we're building -- and boring                                 | 未来を築く―そして掘り進む 後編                            | イーロン・マスク               | 起業家 世界が注目するカリスマ起業家。1971年南アフリカ生まれ。1989年アメリカに移住。以降、先進的なビジネスを次々と立ち上げる。1998年に起業したX.com、後のペイパルは今では一般的になったオンライン決済の先駆け。2002年にはスペースXを設立、個人のベンチャー企業として初めて宇宙への物資輸送に成功した。また、2003年には電気自動車メーカー テスラを創業し、世界的な企業へと成長させた。                         | 高橋研二                       | I’m not trying to be anyone’s savior. I’m just trying to think about the future and not be sad. 私は救世主になりたいわけじゃないんですよ。未来に関して、前向きでいたいだけ。 | vol.209 最後に大胆な宇宙開発計画を語ったイーロン・マスク。 地球の環境問題に取り組みながらも同時に壮大な夢を追い続けています。カリスマはこの先も、世界を驚かせていくことでしょう。 |
| 10月19日              | 10月21日          | 素晴らしいアイデアの見つけ方       | How to find a wonderful idea                                            | 最高のアイデアの見つけ方                                  | オーケー・ゴー                 | ロックバンド アメリカ シカゴ出身の4人組。1998年結成、2002年デビュー。 2006年ランニングマシーンの上でコミカルなダンスを披露する「Here It Goes Again」のミュージック・ビデオがインターネット上で大ブレイク。翌年のグラミー賞でBest Short Form Music Videoを獲得した。 以降も、次々と斬新なアイデアのミュージック・ビデオを発表。インターネットでの再生回数は5000万回を超えるなど世界中で大人気のロックバンド。 | 新垣樽助                       | It’s like they’re made of these disparate parts, these disparate chunks sort of floating out there, and if you’re receptive and you’re observant, and crucially, if you’re in exactly the right place, you can get them to just - ting! - line up. アイデアとは、空中に漂うさまざまな断片でできているようなもの。鋭い観察力を持つ人が適切な場所に居合わせたとき、すべてがピタリとはまるんです。 | vol.210 アイデアは、つくり出すのではなく、見つけ出す Sputniko!: ロックバンドのOK Goは、ネットで配信しているミュージックビデオの再生回数が5000万回を記録するなど、世界中で話題を呼んでいる人気グループです。私も彼らの作品が大好きで、いつもワクワクさせられています。インターネット時代を象徴するミュージシャンが、アイデアを生み出す秘訣を語ってくれました。 「アイデアはつくり出すのではなく見つける感覚に近い」という言葉に、私も、なるほどな、と思いました。彼らの作品にはWonderがたくさんあって、壮大で、無限の可能性を感じさせてくれます。そのなかでも私は、目の錯覚を利用するトリックアートを駆使した「The Writing's On The Wall」のミュージックビデオが大好きですね。 |
| 10月26日              | 10月28日          | アートで社会を変えろ！             | Street art with a message of hope and peace                             | 読めなくても感動！アラビア文字アート                      | エル・シード                   | グラフィティアーティスト 1981年生まれ。チュニジア人の両親のもとフランスで生まれ育つ。コーランの一節や詩などから選び出した美しい言葉を世界中の建造物に描き続けている。用いるのはアラビア文字のみ。2012年自らのルーツであるチュニジア ガベスにあるモスクに描いた作品で注目を集めた。 | 増元拓也                       | I hope that I can break the stereotypes we all know, with the beauty of Arabic script. アラビア文字の美しさで、人々が持つ固定観念を打ち破りたいんです。 | vol.211 アラビア文字をグラフィティの題材に Sputniko!: アラビア文字をグラフィティアートの題材にしたエルシード。力強いヴィジュアルの素晴らしさはもちろん、とくに印象的だったのは、選んでいる言葉が「寛容さ」を表すものだったことです。残念ながら今は、イスラムの文化がテロや紛争と結びつけられて語られがちですよね。だからこそ彼の作品には強いメッセージが込められていると感じました。 アートというと、見た目の美しさがイメージされがちなんですが、優れたアート作品は、社会に対して問題提起したり、矛盾していることに疑問を投げかけたり、強いメッセージが込められたものだと思います。今回のプレゼンテーションからも、それが感じられたのではないでしょうか。 |
| 10月26日              | 10月28日          | アートで社会を変えろ！             | Wry photos that turn stereotypes upside down                            | ステレオタイプを打ち破る写真                              | ユルドゥス・バクチオジナ       | 写真家 1986年ロシア生まれ。ユーモアを交えながら社会に根付く偏見を鋭く批判する作品を発表し続けている。2014年には、イギリスBBCの「今年の女性100人」に選ばれた。また、独創的な作風はファッション業界でも注目され、「Vogue」などのファッション誌でも写真家として活躍している。 | もりなつこ                     | Be brave. Be ironic - it helps. Be funny and create some magic. 勇気と皮肉は、身を助ける。ユーモアたっぷりに、魔法を生み出しましょう！ | vol.211 見る人を楽しませながら強く訴えるという手法 Sputniko!: ロシア人の女性写真家、ユルドゥス・バクチオジナは、作品を通じて、社会の根深い偏見やジェンダーの問題を批判。2014年にはイギリスBBCの「100人の女性」に選ばれました。 私はユルドゥスの作品の皮肉の効いたユーモアに共感しました。ロシア人に対するステレオタイプを表現したセルフポートレート作品「Marry me I need a VISA」など、ユーモラスにすることで、見る人を楽しませながら、メッセージをより強く訴えることができていて、彼女ならではの手法だと思いました。 |
| 10月26日              | 10月28日          | アートで社会を変えろ！             | Trash cart superheroes                                                  | ゴミ収集人はスーパーヒーローだ！                          | ムンダーノ                     | ストリートアーティスト ブラジルのアーティスト。環境や貧困、差別など幅広い社会問題にアートを通して向き合っている。代表的な活動はプロジェクト「ピンプ・マイ・カロッサ」。これまでブラジルで差別されてきたゴミ収集人たちの地位向上のため、彼らのゴミ収集車にペインティングを行った。このプロジェクトは、世界中にひろがっている。                                                                                | 濱岡敬祐                       | I’d like to challenge you to start looking at and acknowledging the catadores and other invisible superheroes from your city. みなさんの町でも、見過ごされたスーパーヒーローの存在に目を向け、彼らに感謝してほしいと思います。 | vol.211 見過ごされたヒーローに「声を与える」アート Sputniko!:クラウドファンディングを使って、プロジェクト「Pimp myCarroca」を世界的な規模に発展させているムンダーノ。今の時代ならではの方法だと思います。 不遇を強いられるカタドールの地位向上を図るムンダーノが使った言葉「Give voice to」も印象的でした。 |
| 11月02日              | 11月04日          | 死と向き合う                       | Before I die I want to …                                                | 死ぬまでにしたいことは…                                   | キャンディ・チャン             | アーティスト コロンビア大学で都市計画を学ぶ。代表作はアートプロジェクト「Before I Die」。このプロジェクトは町に設置した黒板に「死ぬまでにやりたいこと」を自由に人々に書いてもらうもの。プロジェクトは世界に広がり、今では70カ国以上に「Before I Die」の黒板が設置されている。 | 押山沙織                       | Thinking about death clarifies your life. 死を意識することで、人生がくっきりと見えてくる。 | vol.212 希望や不安を「共有する」効能 「死ぬ前にやってみたいこと」を考えるだけで、どんなにそれが些細なことであっても本人のエネルギーになるし、それを共有することで他の人にもエネルギーを与えられるという、とても素敵なプロジェクトについて知ることができました。 「今日はこんな笑えることがあった」とか、「明日はこんなことをしてみよう」とか、小さな視点で考えていくことが、毎日をハッピーに生きることにつながるのでは、と私は考えています。みなさんはどう思いますか？ |
| 11月02日              | 11月04日          | 死と向き合う                       | The bridge between suicide and life                                     | 死と生にかかる橋                                          | ケビン・ブリッグス             | 元警察官 アメリカ カリフォルニア州の交通警察官として勤務する。担当地域には、飛び降り自殺が後を絶たないことで知られるゴールデン・ゲート・ブリッジがあり、多くの自殺志願者と向き合い、その命を救ってきた。現在も、著作や講演などを行い、自殺防止の活動に取り組んでいる。 | 水内清光                       | Suicide is preventable. There is help. There is hope. 自殺は防げるものだ。世の中には、支えがある。希望がある。 | vol.212 ただそばにいてあげることが、支えになる 実はアメリカの名門大学でも、激しく競争するなかで、精神に問題を抱えたり、自殺してしまう学生が多く、そのことが大きな問題になっています。MITメディアラボでも、所長のJoiさんを中心に、メンタルをいい状態に保つための講義をしています。 ケビンのトークは、心に問題を抱える人の家族や友人にとって、とてもよいアドバイスになるものでした。ただ話を聞いてそばにいてあげる、それだけでも、救いになることはとても多いのではないかと思います。 |
| 11月09日              | 11月11日          | 美しき写真の世界                   | Photos that give voice to the animal kingdom                            | 動物たちの声を写真に                                      | フランス・ランティング         | 写真家 1951年オランダ生まれ。ナショナル・ジオグラフィックなどで活躍する写真家。 長年、世界各地で野生動物や迫力ある大自然を撮影。自然写真の分野では、世界でも有数の評価を受けている。2014年には、母国オランダで、ナショナル ジオグラフィック協会とWWFによる「フランス・ランティング写真賞」が創設されている。                                                                                                 | 津田英三                       | As a photographer, I try to reach beyond the differences in our genetic makeup to appreciate all we have in common with every other living thing. 私は写真家として、見た目の違いを度外視し、すべての生き物に共通する部分を見つめたい。 | vol.213 端正な写真が、生き物への関心を呼び起こす 膨大な時間をかけて、世界中を回って、動物たちを撮り続けてきたフランス・ランティング。たくさんの動物たちの写真が印象的なプレゼンテーションでした。 私がとくに気になったのは、カメレオンの写真でした。カメレオンの皮膚の色が、コンピューターのドット絵みたいにも見えます。「どうやって皮膚の色を変えているんだろう？」とか、カメレオンの生態についても、すごく興味を持たせてくれる写真だと思いました。 |
| 11月09日              | 11月11日          | 美しき写真の世界                   | The passing of time, caught in a single photo                           | 時間の流れを1枚の写真に                                   | スティーブン・ウィルクス       | 写真家 1957年ニューヨーク生まれ。エンターテインメントから社会問題まで、幅広い分野で活躍する写真家。 ニューヨーク エリス島の廃墟をテーマにした写真集で注目される。現在は、1枚の写真の中に、ある場所の朝から晩までの様子を写し出す「Day to Night」という写真シリーズに精力的に取り組んでいる。 | 喜山茂雄                       | Using time as a guide, I seamlessly blend those best moments into one single photograph, visualizing our conscious journey with time. とびきりの瞬間を合成して、1枚の写真として仕上げる。時の流れの視覚的表現だ。 | vol.213 実際にあって、現実にはない、世界を見る 1日のさまざまな瞬間が1枚に凝縮された写真。スティーブン・ウィルクスの写真は、全体を見ても綺麗ですが、細部を見るとそれぞれの瞬間がしっかりと切り取られています。とても興味深い作品だと思います。 動物たちがたくさん写っているタンザニアでの写真が大好きなのですが、砂浴びをしているシマウマがいたり、かわいい小さな赤ちゃんゾウが走っていたり、よく見るとミーアキャットの群れも潜んでいたりします。こういった動物たちが同じ場所に同時に存在することって、たぶんありえないと思うんです。スティーブン・ウィルクスの写真は、リアルであってリアルではない、そんな世界を楽しむことができます。 |
| (11月16日)            | (11月18日)        | 現代アメリカの人種問題             |                                                                         |                                                           |                                | |                                | | |
| (11月23日)            | (11月25日)        | 究明！頭の中のメカニズム           |                                                                         |                                                           |                                | |                                | | |
| 11月30日              | 12月02日          | アルツハイマー病に立ち向かう       | How I'm preparing to get Alzheimer's                                    | アルツハイマー病と共に幸せに                              | アラナ・シェイク               | コンサルタント ボストン大学で公衆衛生学の修士号を取得。 主にグローバルヘルスの分野で20年以上にわたり、コンサルティング業務を行う。2005年、父親がアルツハイマー病だと診断される。 10年以上にわたり、アルツハイマー病の父親の介護を行ってきた。 | すずき紀子                     | I need a heart so pure that if it's stripped bare by dementia, it will survive. アルツハイマー病によって全てが奪われても澄み切った心は、きっと生き続ける | vol.214 アルツハイマー病と闘う父親の姿 今日のテーマはアルツハイマー病です。現在日本では65歳以上の15%が認知症を患っているといわれていて、そのおよそ6割がアルツハイマー病だそうです。 2つめのプレゼンテーションでは、父親がアルツハイマー病になったアラナ・シェイクが、「アルツハイマー病と闘う父親の姿が、娘の心に残したもの」について語ってくれました。 |
| 11月30日              | 12月02日          | アルツハイマー病に立ち向かう       | What you can do to prevent Alzheimer's                                  | アルツハイマー病を防ぐ方法                                | リサ・ジェノバ                 | 作家・神経科学者 ハーバード大学で神経科学の博士号を取得。 研究の過程で出会ったアルツハイマー病患者たちをモデルに小説「Still Alice（邦題：アリスのままで）」を書き上げる。2007年に自費出版したこの小説は瞬く間にベストセラーとなり、映画化された。映画主演のジュリアン・ムーアがこの作品でアカデミー賞主演女優賞を受賞するなど話題となった。                                                                  | 鍋井まき子                     | Every time we learn something new, we are creating and strengthening new neural connections, new synapses. 新しいことを学ぶたびに、私たちの脳は、新たなシナプスを作り…増強するんです。 | vol.214 アルツハイマー病の症状が現れなかった人たち これから健康寿命が伸びていくにつれて、アルツハイマー病などの記憶障害は、私たちにとっていちばん怖い病気になるかもしれません。 リサ・ジェノバのプレゼンテーションは、アルツハイマー病のメカニズムや、予防のヒントについて、とてもわかりやすく解説してくれました。 とくに興味深かったのは、アルツハイマー病にならなかった修道女の研究です。「脳にアルツハイマー病の兆候がありながら、症状が現れなかった人がいる」というのは初めて聞きました。 |
| 12月07日              | 12月09日          | サイバー犯罪 捜査最前線！          | Everyday cybercrime - and what you can do about it                      | サイバー犯罪から身を守るには？                            | ジェームズ・ライン             | サイバーセキュリティー専門家 幼い頃からコンピューターに精通し、10代で、サイバー攻撃対策の専門家として行政機関で働き始める。その後、民間のセキュリティー会社に転職。日々新しくなる犯罪の手口と格闘しながら、様々なメディアで、サイバー犯罪の危険性を訴え続けている。 | 関雄                           | Help me and the security community make life much, much more difficult for cybercriminals. 私たち全員が協力して…サイバー犯罪者が生きにくい世界を、作っていきましょう。 | vol.215 便利な時代の新しいリスク「サイバー犯罪」 ジェームズ・ラインのプレゼンテーションは、ハッキングの手口を目に見える形で実演してくれて、たいへん興味深く見ることができました。 いま私たちが使っているアプリやサービスによって、本人が知らないまま、共有したくない情報を共有してしまっている。そのリスクがよくわかるトークでした。 技術の進歩は、私たちの生活を、どんどん便利にしてくれますが、一方で新しいリスクも生まれてきます。 最近よく聞く「IoT（Internet of Things）」は、電化製品や車、工場のシステムなどをインターネットにつないで機能させるというものです。でも、たとえば自動運転の車がどんどん増えてきたとして、それが一斉にハッキングされたら、たいへんな事態になってしまいます。 便利さだけではなく、常にリスクにも目を向けながら、新しい技術を取り入れていく。そんな姿勢がこれからますます重要になりそうです。 |
| 12月14日              | 12月16日          | 医療格差をなくすには？             | No one should die because they live too far from a doctor               | 医者が近くにいないから死ぬなんて あってはならない         | ラージ・パンジャビ             | 医師 1981年生まれ。西アフリカのリベリア共和国で、インド移民の家庭に育つ。1989年にリベリアで内戦が勃発し、アメリカに移住。アメリカで医学を学び、医師となる。2012年世界の医療格差をなくす為、NPO「ラスト・マイル・ヘルス」を設立。僻地に住む人々に医療の訓練を施している。 | 小野塚貴志                     | I’ve been thinking that it’s time; it’s time for a collision between the digital education revolution and the community health revolution. 今こそ、デジタル教育革命と地域医療革命を融合させるべきだと思うのです。 | vol.216 テクノロジーを用いて生まれる 新しい医療のカタチ Sputniko!: 世界をよりよくするアイデアを称える「TEDプライズ」を受賞したラージ・パンジャビが、アフリカで多くの命を救った医療プロジェクトについて語ってくれました。 テクノロジーを使うことで、医者がいない地域の人に医療を受ける機会を与える。それと同時に、現地のスタッフを育てて新しい雇用を生み出す。ほかの多くの国や地域でも応用できそうな素晴らしいアイデアだと思います。 2012年に始まったパンジャビのプロジェクト「ラスト・マイル・ヘルス」は、今ではリベリア国内でヘルスワーカーが2300人以上、治療を受けた患者は約68万人という、大規模な活動となっています。 テクノロジーを用いて生まれる新しい医療のカタチ。こういった試みが世界をどう変えていくか、注目していきたいです。 |
| 12月21日              | 12月23日          | クリスマスの奇跡                   | Love letters to strangers                                               | 見知らぬ人へ 愛を込めた手紙を                             | ハンナ・ブレンチャー           | 作家 2011年、リクエストをした人々に手書きの手紙を届ける団体 The World Needs More Love Lettersを設立。現在までに12万通を超える手紙を世界中の人々に届けている。 2015年、この活動について綴った著書「If You Find This Letter」を出版。作家、ブロガーとしても活躍している。 | 大津愛理                       | We still clutch close these letters to our chest, to the words that speak louder than loud, when we turn pages into palettes to say the things that we have needed to say, the words that we have needed to write, to sisters and brothers and even to strangers, for far too long. 今でも手紙は本当に大切です。文字は心に響くのです。前から言いたかったことを紙に書いて伝えましょう。きょうだいに、また、見知らぬ人にも。ずっと言いたかったことを。 | vol.217 手書きの手紙の“気持ちよさ” Sputniko!: 手書きの手紙についてのプレゼンテーションでした。私は「最近めっきり手書きで書くことが減っちゃったな」と思って見ていましたが、Joiさんはいかがですか？ Joi:僕は最近、手書きのポストカードとかレターを書く機会が増えていて、ほとんど毎日書いています。 Sputniko!: そうなんですか、意外です。 Joi: 手書きをすると、とても気持ちいいので、けっこう好きになってきてます。 Sputniko!: 手書きの場合、文字だけでなくて、時間をかけたところとか、文字の崩れ具合とか、すごく多角的にコミュニケーションできるところが素敵だなと思っていて、「もうちょっと手書きの手紙を増やそうかな」と思いました。 Joi: 手書きの手紙、待ってますよ。 Sputniko!: はい、頑張ります。（笑） |
| 12月21日              | 12月23日          | クリスマスの奇跡                   | How Christmas lights helped guerrillas put down their guns              | クリスマスイルミネーションでゲリラに武装解除を            | ホセ・ミゲル・ソコロフ         | 広告クリエイター 50年以上政府と反政府ゲリラ組織の戦いが続いたコロンビアの出身。広告クリエイター。コロンビアの広告会社役員を務めていたとき、ゲリラ脱退を促す作戦の指揮をとった。一連の作戦で17000人ものゲリラが投降。世界中の注目を集めた。 | 上田燿司                       | I speak not only on my behalf but on behalf of all the colleagues I see here who work in advertising and of all the team that has worked with me to do this that if you want to change the world, or if you want to achieve peace, please call us. 私は広告業界で働く仲間たちみんなを代表して言いたい。一緒に活動しているチームを代表して言いたい。世界を変えたいなら、平和を実現したいなら、声をかけてください。 | vol.217 平和のために使われた“広告の技術” Joi: ホセ・ミゲル・ソコロフのプレゼンテーションは、意外な方法で内戦をなくすという、本当に感動的な話でした。クリスマスというと、日本では「恋人がデートに行く日」というイメージがあると思いますが、西洋では、日本のお盆やお正月みたいな、家族が一緒に集まるとても重要なホリデーなんですよね。 Sputniko!: ゲリラの武装解除というと、武力を使うとか、政治的なコミュニケーションをするといったイメージがあります。でも、そうじゃなくて、「クリスマスツリー」とか、「メッセージが入ったボールを流す」とか、「お母さんに会いたいという感情の原点に訴えかけるのがすごく効果的」という話を聞いて、すごくおもしろいなと思いました。 Joi: そういう感情的なところに上手にメッセージを入れてくるのは、広告業界がモノを売るためにずっと磨いてきた技術です。そういう技術を平和のために使うという、本当に素晴らしいストーリーでした。 |
| (12月28日)            | (12月30日)        | イーロン・マスク 未来を語る（前）  |                                                                         |                                                           |                                | |                                | | |
| (01月04日)            | (01月06日)        | イーロン・マスク 未来を語る（後）  |                                                                         |                                                           |                                | |                                | | |
| 01月11日              | 01月13日          | 驚きのロボット技術 最前線！        | How I built a jet suit                                                  | 夢の“飛行スーツ”開発                                      | リチャード・ブラウニング       | 開発者 2016年3月飛行用のジェットスーツの開発を始める。2017年3月人間が空中飛行するための技術研究のための会社グラビティを立ち上げる。同年11月、自ら開発したジェットスーツを着用し、時速51.53キロメートルで飛行。「ジェットスーツ飛行」での世界最速とギネスに認定される。 | 山本善寿                       | I’ve got this vision. It’s going to sound audacious, but, hey, let’s just stick it out there, that one day maybe we can rise up above a beach, fly up and down the coastline of it, rise up a little bit higher, with some of the safety kit we’re working on to make this achievable. 無謀な夢かもしれない。でも、追求していけば、いつか。人々が空を飛ぶ日が来るかもしれません。 | vol.218 「パーソナル飛行」という最先端 Sputniko!:チャレンジ精神にあふれていて、応援したくなりました。 Joi: 実は今「パーソナル飛行」という分野が流行っています。昔から「空を飛ぶ車」などは漫画などに出てきていましたが、最近はかなり技術が進んで、ベンチャー企業が立ち上がって、まもなく僕らも「パーソナル飛行」できる段階になってきました。ですから、そういうトレンドのど真ん中にいるという意味で、彼は最先端を走っていると思います。 |
| 01月11日              | 01月13日          | 驚きのロボット技術 最前線！        | Meet Spot, the robot dog that can run, hop and open doors               | 走って！跳んで！扉を開ける！犬型ロボット                  | マーク・レイバート             | ロボット開発者 マサチューセッツ工科大学元教授。1980年ロボットの足の研究をする機関レッグ・ラボラトリーを興す。1992年世界有数のロボット開発機関ボストン・ダイナミクスを設立。現在、同機関CEO。 チーターのように走る犬型ロボットやバク転をするロボットなどを開発し、世界を驚かせ続けている。 | 伊藤和晃                       | One of the important things about making autonomous robots is to make them not do just exactly what you say but make them deal with the uncertainty of what happens in the real world. 指示どおりに動くだけでなく、想定外の事にも対処できる。それが自律型ロボットを作るうえでの重要なポイント。 | vol.218 ロボットにイノベーションを起こすには Joi: プレゼンテーションに登場しているボストン・ダイナミクスは、ボストンにある会社です。マサチューセッツ工科大学の研究からスピンアウトしてできた会社なので、ずっと気になっていました。 Sputniko!: 本当にすごい研究だな、と思って見ていました。でも、その一方で、「たとえば二足歩行させるとか、ロボットを人間に近づけようとしすぎることがイノベーションの障害になることもあるのでは?」ということも考えました。 Joi: たしかにそういう意味で制限される部分もあると思います。だけどその一方で、動物とか人間の歩き方の研究をして、そこから学べる、そこから何かおもしろいイノベーションができる、という部分もあるんだよね。 |
| 01月18日              | 01月20日          | 動物たちの精神疾患                 | Depressed dogs, cats with OCD ? what animal madness means for us humans | うつ状態の犬、強迫性障害の猫 ― 動物の心の病から学べること | ローレル・ブレイトマン         | 人類学者 1978年生まれ。マサチューセッツ工科大学にて科学技術社会論（STS）のPh.Dを取得。2015年に出版した動物の心の病についての著書「ANIMAL MADNESS-INSIDE THEIR MINDS-」がアメリカでベストセラーに。現在、7ヶ国語に翻訳されるなど大きな話題となっている。 | 大津愛理                       | What I discovered is that I do believe they can suffer from mental illness, and actually looking and trying to identify mental illness in them often helps us be better friends to them and also can help us better understand ourselves. 研究して、わかったんです。動物も心の病気になるし、それを調べることで、動物への理解、さらに人間への理解も深まる、と。 | vol.219 人間の脳と動物の脳は実はそれほど違わない Sputniko!: プレゼンテーションのなかで「動物を人間のように捉える」というのが印象的でした。Joiさんはどうでした？ Joi: 僕も最近、そういう話が大好きです。西洋には「人間は動物よりも上だ、特別だ」という哲学があって、脳の研究でも「人間の脳と動物の脳は違う」とされてきました。でも、脳の研究の発達で、最近、「人間の脳と動物の脳は実はそれほど違わない」とわかってきました。今日のプレゼンテーションのように、「人間の気持ちを動物にあてはめてみる」ことも、ようやく話題にできるようになってきました。 Sputniko!: ワンちゃんだって、それぞれみんな違いますもんね。 Joi: 僕も2匹飼っていますが、ぜんぜん違います。1匹はけっこう神経質で、飛行機に乗ったら不安定になりました。 Sputniko!: 飛行機がトラウマに？ Joi: そう、飛行機がトラウマになった。だから犬たちに対しても、「神経質なやつだな」とか、「鈍感だけどいいやつだな」とか、どうしても人間扱いしてしまいますね。 Sputniko!: プレゼンテーションに、オキシトシンの話が出てきましたが、私たちがワンちゃんを見るときにオキシトシンが出るだけでなくて、ワンちゃんのほうもかなりオキシトシンを出してます。 Joi: 家に帰ると、お互いに「出てる」感じがありますね。 Sputniko!: お互いに出てますか？ お帰り！ってシッポをふりながら。 Joi: なんでそんなに張り切るの？ と思ったら、それはオキシトシンのせいかもしれない。                                                                                   |
| 01月25日              | 01月27日          | 世界の貧困をなくしたい             | Doesn't everyone deserve a chance at a good life?                       | 世界中の子どもにチャンスを                                | ジム・ヨン・キム               | 世界銀行グループ総裁 1959年韓国ソウル生まれ。5歳のとき家族でアメリカに移住。ハーバード大学医学部、ハーバード公衆衛生大学院教授を経てダートマス大学総長に。1987年に非営利組織パートナーズ・イン・ヘルス（貧困コミュニティの支援活動をする組織）を共同設立する。2012年世界銀行グループ総裁に就任。現在、2期目。                                                                                                | 山岸治雄                       | The future “you” - and especially for your children - the future “you” will depend on how much care and compassion we bring to ensuring that the future “us” provides equality of opportunity for every child in the world. 人類の未来は、私たちがどれだけ配慮や思いやりを持って、世界中の子どもに平等な機会を与えるかにかかっているんです。 | vol.220 貧困のない世界を実現するために Sputniko!: 世界銀行グループ総裁のジム・ヨン・キムだからこそできる世界の貧困解決策を語ってくれました。 苦労を重ねた彼自身のストーリーも感動的で、心にしみるプレゼンテーションでした。人々の声を実際に聞きながら、何をすべきか考え続けてきたジム・ヨン・キムの地道な活動が、人柄とともに伝わってきました。 |
| 02月01日              | 02月03日          | 古代遺跡を救え！                   | Help discover ancient ruins - before it's too late                      | 遺跡探しを手伝って―手遅れになる前に                       | サラ・パーキャック             | 考古学者 アメリカ、メーン州出身。2001年、米エール大学卒業。02年―05年、英ケンブリッジ大学で博士号を取得。06年より、アラバマ大学バーミングハム校の歴史・人類学部で教鞭をとる。エジプト南シナイ県での共同発掘調査をはじめ、多数の研究に携わる。 著書に「Satellite Remote Sensing For Archaeology」。BBCのTVドキュメンタリーにも出演。                                                                           | 清水みか                       | Our goal is to democratize the process of archaeological discovery and allow anyone to participate. 私たちは 考古学を“民主化”したい。誰でも参加できるものにしたい。 | vol.221 驚くべき考古学の最先端 Sputniko!: 2016年に世界をより良くするアイデアを称える「TEDプライズ」を受賞したサラ・パーキャックのプレゼンテーションでした。以前にもこの番組で考古学の最先端を語ってくれた彼女が、さらに斬新なプロジェクトを披露してくれました。 アナログにコツコツと発掘していくイメージのある考古学ですが、最新のテクノロジーで進化していて本当にびっくりしました。そして「みんなで遺跡を守ろう」というパーキャックのメッセージがとても心に響きました。 |
| 02月08日              | 02月10日          | ボストンの奇跡                     | How we cut youth violence in Boston by 79 percent                       | “ボストンの奇跡”〜ある牧師の闘い〜                        | ジェフリー・ブラウン           | 牧師 1987年 米マサチューセッツ州、ボストン都市圏にあるバプティスト教会の牧師となる。殺人を含む凶悪犯罪に身を染める若者たちを救おうと、仲間と共に夜回りを始める。この活動が発端となり、ボストンの殺人の発生件数はおよそ8割も削減され、“ボストンの奇跡”と称された。現在も、少年犯罪防止活動に積極的に取り組んでいる。                                                                                          | てらそままさき                 | Imagine developing a plan, you have one minister at one table and a heroin dealer at the other table, coming up with a way in which the church can help the entire community.The Boston Miracle was about bringing people together. We had other partners. We had law enforcement partners. We had police officers. 想像してみてください。 牧師とヘロインの売人が顔を突き合わせて…教会が地域社会を支援する方法を、一緒に考えているところを。「ボストンの奇跡」は、人々の団結によって生まれました。他にも協力者がいたんです。例えば、法律関係者。例えば、警察官。 | vol.222 スタジオにジェフリー・ブラウン牧師が登場！ Sputniko!:ジェフリーブラン牧師に、特別にスタジオにお越しいただきました。 Joi: プレゼンで見た、夜の街でギャングの若者を相手にするあなたの姿は、まるで映画のようでした。当時の活動について、もう少し教えてください。 Jeffrey Brown: 大変だったのは、当時、人々が「暴力を克服する方法」について考えていなかったことです。私自身も、本当に効果があるのか、心の奥で疑っていたのですが、若者たちと関係を築き始めて手応えを感じました。私は牧師ですから「信仰で問題を克服できる」と信じていますが、「祈るだけでは足りないこともある」と気付きました。 Joi: 処罰にばかり焦点が当たりますから、あなたの「手を差し伸べる活動」には驚きました。現在どんな活動をしているか、教えていただけますか？ Jeffrey Brown: RECAPという組織を立ち上げて、全米を飛び回っています。地域社会の再建を目指して、これまで何十もの都市に出向きました。活動の中心に牧師がいるのは倫理的使命があるからです。でもモラルは牧師だけの専門分野じゃない。 Joi: それじゃ困る？ Jeffrey Brown: そのとおり。 Joi: 次世代の若者は育っていますか？ Jeffrey Brown: ええ。この髪の毛を見ればわかるとおり、私も年をとってきましたし、ずっと現役ではいられません。「地域社会を変えたい、変革したい」と願う若者たちが、男女を問わず集まっています。地域的にも全国的にも、彼らを出来るかぎり支援することが自分の役割の1つだと思います。                                                             |
| 02月15日              | 02月17日          | タブーを笑いに                     | It's time for "The Talk"                                                | 「性教育」は突然に・・・                                  | ジュリア・スウィーニー         | コメディアン 1959年米国ワシントン州生まれ。1990年から4年間大人気コメディー番組「サタデー・ナイト・ライブ」にレギュラー出演。同番組卒業後は、精力的に1人芝居を行い、数々の賞を受賞。作家、フィルムディレクターとしても活躍中。 | 定岡小百合                     | “Human males and females develop a special bond, and when they’re much older, much, much older than you, and they have a very special feeling, then they can be naked together.” 「人間の男性と女性は、特別な絆を結ぶの。あなたも大きくなったら、誰かに特別な気持ちを持つようになる。すると、お互い、裸になれるの」 | vol.223 笑いの多様性と可能性 Sputniko!: ジュリア・スウィーニーのトーク、おもしろかったですね。彼女は実体験をもとに「誰もがちょっと困惑するテーマ」をうまく笑いにしていると思いました。 笑いというジャンルは、日常の何気ない悩みを解決するような、ヒントや力を持っているかもしれないと思いました。 |
| 02月15日              | 02月17日          | タブーを笑いに                     | I got 99 problems ... palsy is just one                                 | 私の99の問題 「まひ」はその1つ                            | メイスーン・ザイード           | コメディアン 1974年生まれ。パレスチナ系アメリカ人。出生時の医療ミスで脳性まひを患う。大学卒業後、ニューヨークのコメディクラブでキャリアを積む。2003年からアラブ人コメディアンによる公演The New York Arab-American Comedy Festivalを主催。テレビ、映画と多方面で活躍中。 | 寺依沙織                       | A lot of people with CP don’t walk, but my parents didn’t believe in “can’t.” My father’s mantra was, “You can do it. Yes, you can can.” 脳性まひの人は、たいてい歩かないのです。でも、私の両親は「出来ないことはない」と信じていて、父の口癖は「おまえなら出来る。イエス、ユーキャン！」 | vol.223 if I can can, you can can. Sputniko!: 自虐ネタ満載の、とてもおもしろいプレゼンテーションでした。障害があるザイードに、両親は姉妹と同じように何でもやらせます。そんな両親の愛と教育方針が、ザイードに挑戦心とユーモアを与えたのだと思います。 お父さんが繰り返しザイードに伝えた言葉、if I can can, you can can. ──とても力強いメッセージだと思います。 |
| 02月22日              | 02月24日          | 長寿の秘けつ                       | Your genes are not your fate                                            | 遺伝子で運命は決まらない                                  | ディーン・オーニッシュ         | 医師 カリフォルニア大学臨床教授。ベイラー医科大学にてM.D.を取得。ビル・クリントン元アメリカ大統領の健康コンサルタントを勤めたほか、スティーブジョブズの健康管理も指導。著書多数。Love and Survival: 8 Pathways to Intimacy and Healthは世界各国で翻訳されるなど話題となる。 | 牛山茂                         | One way to change our genes is to make new ones. Another is to change our lifestyles. 遺伝子は変えられる。生活習慣を変えることで変わるんです。 | vol.224 遺伝子に影響を与える「生活習慣」 Sputniko!: 健康で長く生きる秘けつに迫るプレゼンテーションの2本目は、「生活習慣が遺伝子に影響を与える」という、とても興味深い内容でした。生活の質を高めることの大事さを、あらためて実感させられました。 最新の研究では、生活習慣や環境によって影響を受けた遺伝子が、なんと、次の世代に遺伝することもわかってきています。健康で長生きするために、ライフスタイルについてきちんと考えたいと思いました。 |
| 02月22日              | 02月24日          | 長寿の秘けつ                       | The secret to living longer may be your social life                     | 長生きの秘けつは 人との関わり！？                         | スーザン・ピンカー             | 発達心理学者 1957年生まれ。カナダ、モントリオール在住。マギル大学、ウォータールー大学にて学ぶ。社会科学をテーマに執筆活動も行っている。最初の著書『なぜ女は昇進を拒むのか―進化心理学が解く性差のパラドクス』は The William James Book Award など数々の賞を受賞。日本を含む17カ国で発売されるなど話題となる。                                                                                                 | 日野由利加                     | This face-to-face contact provides stunning benefits, yet now almost a quarter of the population says they have no one to talk to. 定期的に人と会うことは、とてもいいことなんです。そうであるのに現在、人口の4分の1が話し相手ゼロという状況。 | vol.224 長寿の秘けつは「人との関わり」 Sputniko!: 健康で長く生きる秘けつに迫るプレゼンテーションの1本目は「ブルーゾーン」がキーワードでした。ブルーゾーンというのは、世界に幾つかある、長寿の人の数が飛び抜けて高い地域を指した言葉です。 プレゼンテーションでは、「リアルな人間関係が病気や老化を防ぐバリアになる」という言葉が、とても印象に残りました。その一方で、いまの日本は核家族化が進んで、3世代が同居するような家も少なくなっています。それでも最近は、シェアハウスのように、家族を持たない人たちが共同で生活する仕組みが増えてきました。こういった新しいコミュニティの形が、いま、求められているように思います。 |
| 03月01日              | 03月03日          | 貧困と向き合う                     | How a penny made me feel like a millionaire                             | 1セントで億万長者気分                                     | タニア・ルナ                   | 起業家 ウクライナ出身。チェルノブイリ原発事故の影響で、6歳のとき故郷を離れて家族でアメリカに移住。ニューヨークのホームレス保護施設で暮らすなど貧しい幼少時代をすごす。2008年人々に“驚き”を提供する会社を興す。現在までに2000を超える“驚き”を提供するなど、会社は順調に成長中。 | 押山沙織                       | Sometimes Brian and I walk through the park with Scarlett, and she rolls through the grass, and we just look at her and then we look at each other and we feel gratitude. We forget about all of our new middle-class frustrations and disappointments, and we feel like millionaires. 夫と私はときどき愛犬のスカーレットを公園で遊ばせて、その様子を見て、そして顔を見合わせる。ただただ感謝の気持ちでいっぱい。どんなモヤモヤだって吹き飛ぶ。このとき気分は億万長者。                                                                                          | vol.225 貧困と向き合う当事者の視点 「金銭的には恵まれなくても、幸せや喜びは、ほんのちょっとしたことから得ることができる」──そんなメッセージが伝わってくるプレゼンテーションでした。 アメリカで生活していると、豊かな人と貧しい人に、大きな格差があると実感させられることがあります。 今回のプレゼンには「貧困と向き合う当事者の視点」がありました。こうした視点を格差問題の解決にもっと活かしていく必要があると思いました。 |
| 03月01日              | 03月03日          | 貧困と向き合う                     | A practical way to help the homeless find work and safety               | ホームレス支援の効果的な方法                              | リチャード・J・ベリー          | アルバカーキ市長（2009年〜2017年） 2009年米ニューメキシコ州の都市アルバカーキの市長に初当選。以降、2017年までアルバカーキ市長を2期つとめる。在任中の2015年、ホームレス対策のプロジェクト“There’s a Better Way”を立ち上げる。このプロジェクトは成功をおさめ、ワシントンポストの“The Most Inspirational People in America”に選ばれるなど注目を集めた。                                                         | 家中宏                         | If you have something to do, you need people that need something to do, there’s a better way. And the good news is, it’s not that complicated. 町を良くしたいならいいやり方がある。別に難しいことではない。 | vol.225 問題を根本的に解決しようとする姿勢 リチャード・J・ベリーは、ニューメキシコ州アルバカーキで、2009年から2017年まで8年間市長を務めた人です。貧困問題の解決のためにユニークな取り組みを始めた彼のプレゼンからは、「町を良くしたい」という本当に熱い思いが伝わってきました。 ホームレスの人々にお金や食料を援助するだけではなく、彼らの「働きたい！」という気持ちを信じて、仕事や生活をサポートする。そうやって問題を根本的に解決しようとするアプローチは、本当に素晴らしいと思いました。 ベリーの活動がホームレス支援のひとつとして、どんどん広まってほしいと思います。 |
| 03月08日              | 03月10日          | 未来を変えるテクノロジー           | A smog vacuum cleaner and other magical city designs                    | スモッグ掃除機と魔法の町づくり                            | ダーン・ローズガールデ         | アーティスト 1979年オランダ生まれ。2003年ArtEZ University of the Arts卒業。卒業後、Berlage Instituteにて建築を学ぶ。2007年自身のデザイン事務所、スタジオ・ローズガールデ設立。テクノロジーを駆使し、地球環境をより良くするための作品を次々と発表。数々のデザインの賞を獲得している。現在、上海の同済大学の客員教授も務めている。                                                                             | 志賀麻登佳                     | We're not just consumers. We're makers. We make decisions, we make new inventions, we make new dreams. 私たちは、単なる消費者じゃない。作り手です。決断し、発明し、夢を作り出す。 | vol.226 「両極端」の出会う場所 Sputniko!: Joiさん、ダーン・ローズガールデのプレゼン、いかがでしたか？ Joi: アートとクリエイティビティが旺盛なプレゼンテーションだったと思います。今回はテクノロジーに関するプレゼンを2本お送りしました。 1本目は職人のような技術者が、画像処理の技術を、一般の人も使えるようになるまで仕上げる話（同時放送：ジョセフ・レドモン「瞬時に物体認識する方法」）で、2本目のローズガールデのプレゼンはいろいろなテクノロジーの使い方を考えさせるプレゼンでした。 この2本のように「両極端というぐらい違うプレゼンテーションが出会う場」がTEDです。そして、これこそがTEDの存在意義の1つではないかという気がします。 |
| 03月08日              | 03月10日          | 未来を変えるテクノロジー           | How computers learn to recognize objects instantly                      | 瞬時に物体認識する方法                                    | ジョセフ・レドモン             | プログラマー アメリカ、ワシントン大学大学院に在籍中。オープンソースの物体検出システム YOLO (You Only Look Once)に取り組んでいる。物体検出システムの分野はここ数年、様々な分野でニーズが広がっており、彼の技術も大きな注目を集めている。 | 関雄                           | It's important to remember that this is a general-purpose object detection system, so we can train this for any image domain. 重要なのは、これが万能の物体検出システムだということ。つまり、どんな領域の画像でも学習できる。 | vol.226 画像処理技術の現在進行形 Sputniko!: Joiさん、ジョセフ・レドモンのプレゼンはいかがでしたか？ Joi: 実は、人工知能の分野で、たぶんいちばん進んでいて、いちばん役に立つだろうと思われるのが、彼のプレゼンに出てきたような画像処理です。プレゼンテーションで彼は、スマホやノートパソコンを使っています。ということは、いよいよ画像処理の技術が市販のアプリケーションや車などで活用される時代になってきた、ということでしょう。 Sputniko!: 彼は、自分が作ったプログラムのコードを公開しています。「学生や一般の人たちが、それをどう応用して、どんなデザインをするのかな」って、すごくわくわくします。「そこからどんなことが生まれるだろう？」って。 |
| 03月15日              | 03月17日          | 圧巻のパフォーマンス！             | Beats that defy boxes                                                   | 型破りのビート                                            | レジー・ワッツ                 | ミュージシャン／コメディアン 1972年生まれ。ミュージシャン、ビートボクサー、そしてコメディアンとマルチに活躍中。2010年コメディアンとしてのデビューCD/DVD「Why $#!+ So Crazy?」をリリース。日本でもアルバムがリリースされたロックバンドMaktubのフロントマンとしても知られる。現在、アメリカの大人気深夜番組「The Late Late Show with James Corden」にレギュラー出演中。                                        | 最上嗣生                       | Four years ago, I worked with a few people at the Brookings Institute, and I arrived at a conclusion. Tomorrow is another day. 4年前、政府機関でリサーチを行い、ある結論に達した。 「明日は明日の風が吹く」 | vol.227 哲学？ お笑い？ 超知的なデタラメ Sputniko!: とてもファンキーでおもしろい人でしたね。トーク全編を通して、すごくTEDっぽく話しているのですが、実はたいして意味がない内容だったりして、そのシニカルな感じがおもしろかったです。 |
| 03月15日              | 03月17日          | 圧巻のパフォーマンス！             | Two nerdy obsessions meet -- and it's magic                             | 手品とパズルの出会い それは魔法                           | デイビッド・クオン             | マジシャン ハーバード大学卒業。「グランド・イリュージョン」「ミッション：インポッシブル ローグ・ネイション」など数々のハリウッド映画の手品やトリックのコンサルタントを務める。また、ニューヨークタイムスのクロスワードパズルの制作も手がけている。手品とクロスワードパズルを合体させたパフォーマンスが人気。                                                                                                 | 西谷修一                       | I believe that magic and puzzles are the same because they both key into one of the most important human drives: the urge to solve. マジックとパズルは同じだと思うんです。なぜなら、マジックもパズルも、人間の「謎を解きたい」という知的欲求に応えるものだからです。 | vol.227 ハーバード大学出身マジシャンのトリック Sputniko!:デイビッド・クオンのプレゼンは、本当にテンポがよくて、ぐいぐい引き込まれてしまいした。どうやって動物の色を当てたのか、まったくわかりません。たぶん、見ている人の深層心理に働きかけただけでなく、何かトリックがあると思うんですけどね。 |
| 03月22日              | 03月24日          | 都市をデザインする                 | What can we learn from shortcuts?                                       | 近道から何を学べるか                                      | トム・ヒューム                 | デザイナー ロンドン出身。Harvard Business SchoolでMBAを取得。世界的なデザインコンサルタント会社IDEOのデザインディレクターを務めていた。現在は、ロンドンを拠点にするベンチャー・キャピタルの会社GVのゼネラルパートナーとして活躍中。 | 青木崇                         | Design for real needs and design them in low friction, because if you don’t offer them in low friction, someone else will, often the customer. リアルなニーズに対し、快適で使い勝手のいいものを作ること。そうしないとユーザーが自ら作ることになるからね。 | vol.228 ユーザーの声を商品に取り込む Sputniko!: トム・ヒュームのプレゼンには、“desire path(望んだ道)”という言葉が出てきました。それがすごく印象的でした。 Joi: 市民たちの視点と、建築家や都市開発の人たちの視点というのは、大きく離れていることがよくあります。今回トム・ヒュームが説明しているのは「その距離を少し近づけよう」という話だったと思います。実は日本では、そういうことが、よく起きています。たとえばポケベルは、世界の国々でビジネスマンたちが使っていたのですが、日本では若い女の子たちがメッセージを送っていました。で、それを見た日本の携帯電話会社が、世界でいち早く、ショートメッセージやテキストメッセージの機能を取り込んだのです。ですから「ユーザーの声を聞いて商品に取り込んでいく」のは、日本人はかなり上手な気がします。 |
| 03月22日              | 03月24日          | 都市をデザインする                 | How urban agriculture is transforming Detroit                           | 都市農業がデトロイトを変える                              | デビータ・デイビソン           | 活動家 デトロイト出身。Michigan State Universityにて社会科学を学び理学士号を取得。ニューヨークで19年間食料品店を経営した後、2012年デトロイトに帰郷。荒廃した故郷を復興しようと尽力している。現在、食からデトロイトを盛り上げようとするNPO組織Marketing & Communications at FoodLab Detroitのディレクターを務めている。                                                                                       | 竹村叔子                       | I think, out of all the cities in the world, Detroit, Michigan, is best positioned to serve as the world’s urban exemplar of food security and sustainable development. 私が思うに、デトロイトは世界の手本になれる。食料安全保障や、持続可能な開発といった面でね。 | vol.228 デトロイトを変えた「都市のデザイン」 Sputniko!: Joiさんは子供の頃、デトロイトに住んでいたそうですね。 Joi: 1970年代に10年間住んでました。デトロイトは一度、本当に大変な状況になりました。でも今回のプレゼンテーションを見ていて、こんなにすごいことになっていて、とてもうれしく思いました。 Sputniko!: デトロイトは、物価が安いということで、アーティストやミュージシャンたちがどんどん移住していて、カルチャーシーンが盛んになっていると聞いています。これからがすごく楽しみな街ですね。 |
| 03月29日              | 03月31日          | 素晴らしいプレゼンをする方法       | How to speak so that people want to listen                              | 聞きたくなるような話し方                                  | ジュリアン・トレジャー         | 音響コンサルタント イギリスのロックバンドThe Transmittersのドラマーとして活躍。現在は、音響のアドバイスを行う会社The Sound Agencyの会長を務めている。近著「How to be Heard」では、人をひきつける話し方について記す。TEDの登壇回数は5回。TEDプレゼンのインターネットでの再生回数はこれまでに4千万を超えている。                                                                                               | 喜山茂雄                       | I’d like to suggest that there are four really powerful cornerstones, foundations, that we can stand on if we want our speech to be powerful and to make change in the world. もしパワフル、かつ世界を変えるようなスピーチをしたいのならば、守らなければならない重要な基本要素が4つあります。 | vol.229 「偽りのない、ありのままの自分」を見せる Sputniko!: Joiさん、なんと今回は最終回です。 Joi: スーパープレゼンテーションは、2012年から6年間にわたって、300本近くのプレゼンを紹介してきました。あっという間という気がしますが、みなさんと一緒にすごく長い旅をしたような気もします。 Sputniko!: すごく寂しい気持ちもしますが、今回は、この番組の最終回にふさわしい「プレゼンが上手になる方法」を2本お送りしました。1本目は「音のスペシャリスト」ジュリアン・トレジャーのプレゼンでした。プレゼンのヒントやコツがいくつか出てきましたが、「声を低く」というポイントに共感しました。女性の場合、どうしても声が高くなる傾向があるので、私はそこに気を付けてプレゼンをしています。Joiさんが心がけていることは？ Joi: 僕は早口なので「なるべくゆっくり話す」練習をしてきました。でもみんなそれぞれ自分のスタイルがあると思うので、それを壊さないで、今回のプレゼンなどからヒントを見つけて、自分に合うと思うやり方を選ぶといいと思います。それと、彼が言った「authenticity（偽りのないこと）を出す」というのは、とても重要だと思いますね。 |
| 03月29日              | 03月31日          | 素晴らしいプレゼンをする方法       | TED's secret to great public speaking                                   | TED流 人前で上手に話す秘けつ                              | クリス・アンダーソン           | TED代表 1957年パキスタン生まれのイギリス人。幼いころを、パキスタン、インド、そしてアフガニスタンで過ごす。イギリス、バースの寄宿学校を卒業後、オックスフォード大学へ進学。哲学、政治、経済の学位を取得する。卒業後はジャーナリストとして活躍。雑誌やウェブサイトの編集、立ち上げを行う。2002年TED代表に就任。TEDを世界的なプレゼンイベントに育て上げた。                                                     | 荻野晴朗                       | If you believe that the idea has the potential to brighten up someone else’s day or change someone else’s perspective for the better or inspire someone to do something differently, then you have the core ingredient to a truly great talk, one that can be a gift to them and to all of us. 自分以外の人にとってメリットがあるとか、人の考え方や行動にいい影響を与えられる、そういうアイデアなら名プレゼンになる。それは皆への贈り物。 | vol.229 しっかり準備された明快なプレゼンの有効性 Joi: 番組最後のプレゼンのスピーカーはTED代表のクリス・アンダーソンでした。 Sputniko!: TEDのプレゼンについて熱く語ってくれました。JoiさんもTEDでプレゼンしたことがありますね。 Joi: 2014年です。彼のトークにありましたが「1つのアイデアに絞る」のは、けっこう難しかった。いろいろなことを話したいですから。いい勉強になりました。ちゃんと時間内に話せるように、何度もリハーサルしました。 Joi: 「プレゼンテーションでビシッと伝える」というやり方は、TEDが広く知られていくにつれて、一般的になってきたと思います。僕らの大学でも「TEDトークみたいにプレゼンしなさい」と先生が指示するぐらいです。しっかり準備した、明快なプレゼンをしてもらえれば、聞く方も時間の無駄を省けますから。 Sputniko!: そうですね。「もっといいプレゼンの方法」を教育の中で教えていくのは大事だと思いますし、「プレゼン文化」も、もっともっと広がっていくといいなと思います。 視聴して下さった皆さんへ・・・ Joi: 「スーパープレゼンテーション」は今回が最終回です。これまで6年間放送してきましたが、見ていただいて、ほんとうにありがたいと思っています。 Sputniko!: 感謝の気持ちでいっぱいです。またいつかみなさんにお会いできることを楽しみにしています。See You ! |